# LUNA SEA
LUNA SEA（ルナシー）は、日本の5人組ロックバンド。1989年結成。1992年にメジャーデビューし、2000年に終幕（解散）を宣言し一度解散したが、2010年に活動を再開した。
RYUICHIのみ神奈川県大和市出身、残りの4人は全員神奈川県秦野市出身。
2003年にHMVが発表した「Top 100 Japanese pops Artists」に選ばれる。

## バンド名

LUNA SEAのロゴ

LUNA SEAとは「月と海」という意味である（LUNAはラテン語 SEAは英語である）。インディーズ時代は、狂気という意味のLUNACYと言うバンド名であった。メジャーでの活動を視野に入れた彼らは、一つの意味に縛られず、また音楽的にも「月のように変化があって、海のように深く」という思いから、「〜CY」箇所を「〜SEA」にし、2語とした「LUNA SEA」に変更した。これはJの提案によるものである。
また、2000年に発売されたアルバムには、初心に帰るという意味も込めて、旧バンド名である『LUNACY』というタイトルが付けられている。
2010年､ 東京ドーム初の無料ライブ「LUNACY 黒服限定GIG 〜the Holy Night〜」はLUNACY名義で行い、最後のアンコールで演奏したROSIERとMOTHER以外は全てインディーズの頃の曲を演奏した。
2015年と2018年開催のLUNATIC FEST.では、LUNACYとして両日オープニングアクトを行った。
2022年､ さいたまスーパーアリーナにて12年ぶりとなるLUNACY名義での「黒服限定GIG 2022 LUNACY」を開催。

## メンバー
| 名前                   | 生年月日              | 出身地         | 担当及び立ち位置                              | 備考                                                                                                  |
| ---------------------- | --------------------- | -------------- | --------------------------------------------- | --- |
| RYUICHI （リュウイチ） | 1970年5月20日（55歳） | 神奈川県大和市 | ボーカル                                      | かながわ観光親善大使 結成当時の名義はRAYLA（レイラ）。 ソロ活動は旧姓を含む本名・河村隆一名義で活動。 |
| SUGIZO （スギゾー）    | 1969年7月8日（56歳）  | 神奈川県秦野市 | ギター&バイオリン&コーラス （ステージ上手側） | 2008年よりX JAPANにも参加。 （2009年5月1日付で正式加入）                                              |
| INORAN （イノラン）    | 1970年9月29日（54歳） | 神奈川県秦野市 | ギター&コーラス （ステージ下手側）            | |
| J （ジェイ）           | 1970年8月12日（55歳） | 神奈川県秦野市 | ベース&コーラス                               | |
| 真矢 （しんや）        | 1970年1月13日（55歳） | 神奈川県秦野市 | ドラムス&パーカッション                       | はだのふるさと大使 結成当時の名義はローマ字表記でSHINYA。 日本芸術専門学校特別講師。                  |

SUGIZOと真矢、またINORANとJはそれぞれ同じ高校に通っていたが、真矢以外の3人は中学も一緒だった。（RYUICHIは全て別）。
元々はJとINORANがLUNACYというバンドをやっていて、SUGIZOは先輩のバンドに誘われてベースとして入ったが、「一緒にやろう」とそのバンドに真矢を誘った。その後、18歳か17歳の時にSUGIZOがPINOCCHIOというバンドを作り、真矢も一緒だった。
インディーズの頃のJと真矢のインタビューによると、JとINORANが遊びでやっていた初めてのバンドがLUNACYで、それと並行して真矢とSUGIZOはPINOCCHIOという別のバンドをやっていた。PINOCCHIOは、わりとお調子者が揃っていたバンドだったので「お調子バンド」をやっていて、激しかったLUNACYに真矢は対抗意識を燃やしていた。JはPINOCCHIOに対して「うちより全然うまかった。うちは気合いのみだったから（笑）」という思いだった。二つのバンドは地元のバンド仲間で、スタジオが一緒だったりし、よく顔を見かけていた。JとINORANが高校を出る出ない（進学・就職）という時に、互いのバンドに最後まで残っていた4人で「一緒にやってみようか」ということになった。真矢はLUNACYのライブを見た時に「俺が入ったほうが、いいのにな」と思っていたので、誘われた時にはすぐ「よし、やろう」となった。
真矢1人のインタビューによると、「高校生時代のLUNACYはハード・コアっぽくて硬派で、PINOCCHIOはもっと明るい感じの、まったく反対の音だったので、ライバル・バンドとして気になっていた。高校3年のとき、SUGIZOが真矢の家に行き、「バンドで一緒にプロになろう」と言い、真矢は「プロなんて果てしない道のりだ」と思っていたが、SUGIZOが「やる気になればできる」と言うので、「それもいいか」と思った。その後、進学や就活でLUNACYもPINOCCHIOも「ガタッとなって」、INORANとJが真矢のところに誘いに来たが、真矢はSUGIZOと一緒にやっていきたかったので、「LUNACYに入る代わりに、SUGIZOも入れてツイン・ギターにしてくれ」という条件をつけた。
真矢は度々LUNACYのサポートに入っていたが、SUGIZO加入前はINORANが「仕方なしに」ギター・ソロを弾いていた。RYUICHI加入後も「JUNK（もう死んだふりさせない）」という未音源化の曲のみ、ライヴでギター・ソロを弾いていたが、それ以降は生来の性格や好みもあり、楽曲のギター・ソロはすべてSUGIZOが弾くようになった。なお、SUGIZOにより「もう死んだふりさせない」という曲はなく、過去の映像の一部分のみを観たファンの誤解であることが明言された。
作品については、メンバー全員が作詞・作曲に参加し作り上げる。まず、メンバーの1人が原曲となる曲を持ち込み、それを元にメンバー全員で作り込んでいくジャム・セッションという方法を取っている。CDなどの音源で公に出す前にライブで発表することもあるが、詞やアレンジが大きく変更されることも多々ある。作詞は主にRYUICHIが担当するが、原曲者が歌詞を持ち込むこともある。作曲は、SUGIZO・J原曲のものがシングルのタイトルナンバーに採用されることが多く、カップリングにはINORANが原曲を担当したものが多く採用されている。原曲の作曲者がクレジットされないようになってからでは、「UNTIL THE DAY I DIE」、「Lost World」、「piece of a broken heart」、「So Sad」「anagram」という曲でRYUICHIが、「inside you」、「ECHO」という曲で真矢が原曲を担当している。オリジナル・アルバムのレコーディングでは、まず最初に曲順を決めていた。これは、特に真矢の希望によるもの。
初期の作品は、クレジットタイトルに作詞・作曲を担当したメンバーが表記されていたが、途中からは全て「作詞・作曲：LUNA SEA」としている。これは、著作権から発生する印税収入などの権利を公平にし、5人全員で作品を作っているという意味が込められている。
LUNA SEAには、明確なリーダーが存在せず、また確立されていない。これについてJはNHK総合のドキュメンタリーで「全員が局面局面でイニシアチブを取れるから、責任を押し付けるようなリーダーはいらない」と発言している。意思決定は、全会一致が原則。提案に対し決は取るが1人が否定すれば、その案は棄却される。Jは「他のバンドさんの前に、5人がライバルだ」と語っている。最終的にはSUGIZOが音楽プロデューサーとして、アルバムの最終的なコンセプト・カラーを決めていく。曲順を決める所からレコーディングの最終工程にまで関わる。
プロモーション写真等のビジュアルには、メジャーデビュー前から「チラシ作り」「アルバムジャケット・ライナーノーツ」「チケットの売り方」「チラシのコピー」「どこの媒体に、何色使って、何ページ使って、どんなデザインの広告にするか」等を全てメンバー5人でチェックしていた。メジャーデビュー後も、原稿と写真は必ずチェックしている。
このように、メンバー1人1人の個性が非常に強く時には衝突し合いながら緊張感溢れる音楽を作っている様子を称して、市川哲史は「独立国家共同体バンド」「音楽戦隊エゴレンジャー」「自己顕示欲のハルマゲドン」などと形容していた。バンド内でのそれぞれの役割について、インディーズの頃SUGIZOは「RYUICHIは顔、真矢は骨、それに付く筋肉がJ、俺は手足、そしてINORANはLUNA SEAサウンドのへそ」と言っていた。
また、LUNA SEAのファンを「SLAVE（スレイヴ）」と呼び、6番目のメンバーとしている。SLAVEは、オフィシャルファンクラブの名称でもあり、ファンクラブSLAVEは、LUNA SEAが終幕していた間も活動を続け、現在に至る。
初期の頃から黒い服を着用したファンが多く、「やったら面白そう」という理由だけで「黒服限定ギグ」を行い、その後も不定期に行うようになった。また、いい意味で裏切るため、メンバー全員白い衣装でライブに出ることもあった。1992年頃にはステージでもプライベートでもメンバー全員がLUNA MATTINOの服を愛用しており、ブランドの名前やフォントにも類似性がある。

## 音楽性と影響
『ミュージックステーション』（テレビ朝日）の生放送に出演する場合、昼から始まるリハーサルを終えると夜の出演までは時間が空いてしまう。この空き時間に、SUGIZOやJは、当時六本木のテレビ朝日の近くにあったCDショップWAVEで手当たり次第気になるCDを買っていたという。また、SUGIZOは土屋昌巳や坂本龍一からオススメの音楽を教わっていた。このような音楽的貪欲さがLUNA SEAというバンドの音楽性の基礎につながっているのではないかとライターの藤谷は述べている。
このほかに、INORANはD'ERLANGERを尊敬しているという。SUGIZOはカオスUK、ディスチャージをルーツとしており、クラス、ポップ・グループなども好きなバンドにあげている。また、LUNA SEAの活動の初期にはバウハウスやセックス・ギャング・チルドレンなどのゴシック・ロックからも影響を受けていたという。更に、SUGIZOはニュー・ウェイヴやパンクから影響を受けていると語っている。

## 来歴
なお、ここに記載されている来歴は、ライブDVDである『THE FINAL ACT TOKYO DOME』のエンドロールとライブ・アルバム『NEVER SOLD OUT』のブックレットに記載されているLUNA SEA BIOGRAPHYを参考にしている。

### メジャーデビュー以前
1989年
- 1月：INORANとJが所属していたLUNACYへPINOCCHIOに所属していたSUGIZOと真矢が加入する。
- 5月6日：ボーカルが脱退した後、SLAUGHTERにいたRYUICHIが加わり、この5人でインディーズ活動を開始。
- 5月29日：町田プレイハウスで結成。初ライブを行う。「ここで5人で音を出した時、これだ！と思った。」と、後に各メンバーが異口同音で語っている。
- 8月：1stデモテープ「LUNACY」発売。100本完売。
- 10月：活動の拠点を都内に移す。目黒鹿鳴館、目黒ライブステーション他にて本格的に活動。
- 12月：2ndデモテープ「SHADE」発売。1,000本完売。
- 12月17日：町田プレイハウスにて初のワンマンライブ（動員数150人）。

1990年
- 4月3日：大阪MODAホールにて関西初ライブ行う。彼等が今でも偉大な先輩と尊敬するAIONのローディーをJが務めていたこともあり、AIONからイベント参加の誘いを受けたことがきっかけ。AIONのアルバム『AIONISM』（1991年 BMGビクター）にメンバー全員がコーラスで参加。
- 6月10日：『LUNA SEA1周年記念ワンマン黒服限定GIG』1曲入りデモテープ「LASTLY」無料配布。
- 7月14日、15日：2度目の関西・大阪でのライブ。動員が急増し、大成功を収める。
- 11月24日：目黒ライブステーション・ワンマンライブ（動員数250人SOLD OUT）。バンドの表記をLUNA SEAに改める。
- 12月18日：日仏会館（ロクf New Age Attack '90 Final）出演。

1991年
- 1月10日：11日：目黒ライブステーション・ワンマンライブ 2 Days（総動員数500人SOLD OUT）。
- 2月11日：目黒鹿鳴館ワンマンライブ（動員数330人SOLD OUT）。
- 2月24日：渋谷公会堂（ロクf 東京GERILLA WARFARE）出演。
- 3月10日 - 22日：『NUCLEAR FUSION TOUR』エクスタシーレコードの他の2バンドと共に東京と横浜、名古屋、京都、大阪を回る（各会場SOLD OUT）。
- 4月21日：インディーズ1stアルバム『LUNA SEA』をX JAPAN（当時 X）のYOSHIKIが主宰するエクスタシーレコードよりリリース。初回プレス盤1万枚が予約で完売。hideとは公私共に特に仲が良く、SUGIZOと真矢は1991年のX日清パワーステーション3days1日目「Xと仲間たち」で「JAZVA」として共演、INORANとJはコンピ・アルバム「DANCE 2 NOISE 004」にて「MxAxSxS」を結成し、「FROZEN BUG」を音源として残している。RYUICHIは、hideのシングル「TELL ME」のカップリング「SCANNER」に参加している。後に「SCANNER」は、『hide TRIBUTE SPIRITS』においてLUNA SEA名義でトリビュートされている。
- 4月27日：新宿日清パワーステーションISSIN POWER STATIONにてアルバム発売記念GIG。発売後30分でSOLD OUT（動員数800人）。
- 5月3日：大阪ロケッツにて、アルバム発売記念ライブ。
- 6月13日 - 27日：ワンマンで初の全国ライブハウス・ツアー『UNDER THE NEW MOON TOUR EPISODE』スタート。全国7ヶ所で動員数2,800人。
- 6月30日：日比谷野外大音楽堂『MOON LIGHT ROCK REVOLUTION VOL.2』出演。
- 7月6日 ：2回目の全国ライブハウス・ツアー『UNDER THE NEW MOON TOUR EPISODE II』スタート、全国21か所22公演。動員数3,500人。
- 9月19日：『UNDER THE NEW MOON TOUR FINAL EPISODE』日本青年館、初のホールワンマン。動員数1,250人。SOLD OUT。台風で電車が運休したため、開演が一時間遅れる。
- 10月13日：3回目の全国ライブハウスツアー『UNDER THE NEW MOON TOUR EPISODE III』スタート。全国8か所13公演。動員数7,000人に。
- 12月29日、30日：『UNDER THE NEW MOON TOUR EPISODE III FINAL』日本青年館2 DAYSライブ。動員数2,500人。SOLD OUT。メジャーデビューをファンに報告。
- 12月31日：シークレットライブ都内近郊3か所で決行。目黒鹿鳴館でカウントダウン。

1992年
- 1月：オフィシャルファンクラブ「SLAVE」発足。
- 3月20日：インディーズラストツアー『DEAR SLAVES TOUR』スタート。
- 5月20日：町田プレイハウスにてインディーズラストライブ『LUNA SEA3周年記念黒服限定GIG』動員数200人（SOLD OUT）。1stアルバム『LUNA SEA』の10曲が収録順に演奏された。

### メジャーデビュー以降
1992年
- 5月21日：2ndアルバム『IMAGE』でMCAビクター（現：ユニバーサルミュージック）よりメジャーデビューを果たす。オリコン初登場9位。
- 5月28日：『LUNA SEA CONCERT TOUR 1992 IMAGE OR REAL』スタート。全国7公演。動員数7,000人。ツアー中の各公演を同じメニューで演奏したのは、この時が初めて。
- 6月13日 ：ビデオコンサートスタート、渋谷The AIR（6月13日）、立川BASH（6月13日）、横浜ライブスクエア（6月14日）、新宿東放学園（6月14日）町田プレイハウス（6月21日）を行う。
- 7月18日  ：『LUNA SEA CONCERT TOUR 1992 IMAGE OR REAL アンコールツアー 東・名・阪スペシャル』3公演。総動員数5,500人。
- 7月22日：1stビデオ『IMAGE or REAL』リリース。オリコン初登場1位。
- 9月27日  ：『LUNA SEA CONCERT TOUR 1992 AFTER the IMAGE』スタート。全国13か所公演。総動員数約16,000人。
- 10月20日：難波ロケッツにて黒服限定GIG開催。
- 10月24日：『LUNA SEA CONCERT TOUR 1992 AFTER the IMAGE』ツアーファイナルを日比谷野外音楽堂にて敢行。メンバー全員それまでカラフルだった髪の色を黒に染めて登場したり、それまでアンコールでの定番曲だった「MOON」をオープニングに持ってくるなど、観客を驚かす。
- 10月29日：大阪でのエクスタシーサミットに、メンバー全員白の衣装で参加する。
- 10月31日：日本武道館『EXTAST SUMMIT 1992』に参加。

1993年
- 2月24日：バンド結成以来初のシングル「BELIEVE」リリース。オリコン初登場11位。デビューから終幕までのシングルは全て売上10万枚以上を記録する。
- 4月1日：『SLAVE限定GIG〜SPECIAL PRESENT FROM LUNA SEA〜』渋谷公会堂。
- 4月16日：『LUNA SEA CONCERT TOUR 1993 SEARCH FOR MY EDEN』スタート。全国14か所14公演。総動員数約26,000人。
- 4月21日：3rdアルバム『EDEN』リリース。オリコン初登場5位。
- 7月21日：2ndシングル「IN MY DREAM (WITH SHIVER)」リリース。オリコン初登場9位。
- 8月21日 ：『LUNA SEA CONCERT TOUR 1993 SEARCH FOR MY EDEN ENCOREツアー』スタート。東・名・阪3ヶ所4公演。総動員数約24,000人。名古屋センチュリーホール（8月21日）大阪厚生年金会館（8月23日）日本武道館2 Days（8月26、30日）。日本武道館公演の2日目は当初27日の予定だったが、台風のため延期となり、30日に振替公演が行われた。一昨年の日本青年館公演でも台風に見舞われた事から、「嵐を呼ぶバンド」との異名を得る。
- 12月16日：2ndビデオ『SIN AFTER SIN』リリース。オリコン初登場2位。
- 12月18日：『LUNA SEA CONCERT TOUR'93〜94 THE GARDEN OF SINNERS』スタート全国19か所20公演。総動員数約4万人。
- 12月26日：新宿NISSIN POWER STATION「月と海」シークレットライブ。

1994年
- 2月12日：『LUNA SEA CONCERT TOUR'93〜94 THE GARDEN OF SINNERS』ツアー追加公演 横浜アリーナ。豪雪に見舞われ、一時開催が危ぶまれる事態になり、再び「嵐を呼ぶバンド」と呼ばれる。動員数約12,000人。
- 7月21日：3rdシングル「ROSIER」リリース。オリコン初登場3位。ロングヒットを記録。
- 8月9日：SOFT BALLETとBUCK-TICKと共にLSBと題したイベントで札幌と仙台・新潟・大阪・福岡の全5公演を行う。8月9日の福岡公演で1組目のSOFT BALLET演奏中に雨が降り出し、直後に豪雨となった。野外ステージだった為雨が小康状態になるまで約1時間弱イベントが中断され再開後に出演した3組（ゲスト含）はそれぞれ予定よりも数曲カットして演奏した。後にこの豪雨は会場周辺の局地的集中豪雨で福岡市中心部などでは小雨程度であったことが上記と共に音楽誌で報じられ、「嵐を呼ぶバンド」の異名を揺るぎないものとした。
- 8月11日、12日：『SLAVE限定GIG'94』渋谷公会堂。
- 9月21日：4thシングル「TRUE BLUE」リリース。オリコン初登場1位。当時のオリコンチャートで、タイアップなしのシングルが1位を取るのは珍しかった。
- 10月26日：4thアルバム『MOTHER』リリース。オリコン初登場2位。ロングセールスとなり、約70万枚の売り上げを記録した。
- 12月14日：渋谷ON AIR EASTシークレットライブ。
- 12月16日、17日：日本武道館 2Daysライブ。
- 12月24日：大阪城ホールライブ。
- 12月27日：日本武道館 追加公演12月16日 - 27日、2か所4公演。総動員数4万人。

1995年
- 2月22日：5thシングル「MOTHER (Single Version)」リリース。オリコン初登場5位。
- 3月17日：『LUNA SEA CONCERT TOUR 1995 MOTHER OF LOVE, MOTHER OF HATE』スタート。全国27か所31公演。総動員数約63,000人。
- 5月24日：ビデオクリップ集『ECLIPSE』リリース。オリコン初登場1位。
- 11月13日：6thシングル「DESIRE」リリース。オリコン初登場1位。
- 12月23日：初の東京ドームライブ『LUNATIC TOKYO』を行う。チケットは即日SOLD OUT。総動員数56,000人を記録。

1996年
- 3月24日：7thシングル「END OF SORROW」リリース。オリコン初登場第1位。
- 4月22日：5thアルバム『STYLE』リリース。オリコン初登場第1位。
- 6月16日、18日：『SLAVE限定GIG'96』をNHKホールで行う。
- 7月15日：ライブビデオ・LD『LUNATIC TOKYO〜1995・12・23 TOKYO DOME〜』リリース。オリコン初登場第1位。さらに、8thシングル「IN SILENCE」リリース。オリコン初登場第2位を記録。テレビ朝日系のドラマ「シカゴ・ホープ」イメージ・ソングとなる。
- 7月16日 ：横浜アリーナ2DAYSを皮切りに全国ツアー『LUNA SEA CONCERT TOUR 1996 UN ENDING STYLE』スタート。全国9か所16公演 総動員数 12万人。
- 10月22日  ：『UN ENDING STYLE ENCORE TOUR 1996 〜TO RISE』スタート。普段はあまり行かない地区を中心にライブを行う。全国28か所28公演 総動員数58,000人。
- 12月23日：『UN ENDING STYLE TOUR FINAL Christmas STADIUM〜真冬の野外〜 in 横浜スタジアム』動員数4万人。本編終了後、アンコールを待つ観客による「きよしこの夜」の大合唱が起こる。この日より、1年間の充電期間に入る。Jによれば、7月からの全国ツアーが始まる頃に、メンバーでの話し合いが持たれ、「次のビジョンへ行くためには、一人ひとりのメンバーが力を付けて、新しいルナシーを作らなければダメ」であり、1997年を「みんなの自主トレーニングの期間にあてよう」という結論に至ったという。活動休止に関して提案したのはSUGIZO、賛成したのがRYUICHI、中立だったのがINORAN、反対したのがJ、真矢である。

1997年
- この年、メンバーの5人はソロ活動をしていった。まずRYUICHIは、本名の河村隆一でソロ活動を開始。アルバム『Love』は約300万枚という男性ソロシンガーとしては歴代最高の売り上げを記録し、年末にはNHK紅白歌合戦にも出場するなど、わずか1年の間にソロシンガーとしての地位を不動のものにした。また、俳優・タレントとしてもテレビやドラマなどにも出演し、お茶の間にも進出した。SUGIZO・INORAN・J・真矢も、それぞれに精力的な音源製作とライブ活動で5人が5人独特の活動を展開して見せた。個々にソロデビューを果たし、ランクインさせた。
- 5月21日：ヒストリービデオ・LD『REW 〜リワインド〜』をリリース。オリコン初登場第1位を記録。
- 12月17日：2枚組ベスト・アルバム『SINGLES』をリリース。オリコン初登場第1位を記録し、バンド初のミリオンセラーを達成する。同時に、赤坂BLITZにて活動再開ライブ&記者会見を行う。

1998年
- 4月15日：9thシングル「STORM」リリース。オリコン初登場第1位。
- 6月3日：10thシングル「SHINE」リリース。オリコン初登場第1位。
- 7月1日：11thシングル「I for You」リリース。オリコン初登場第2位（フジテレビ系のドラマ『神様、もう少しだけ』主題歌）。
- 7月23日：復帰第1弾6thアルバム『SHINE』リリース。オリコン初登場第1位。ミリオンヒットを記録。また、このアルバムの収録曲「BREATHE」が、ディズニー映画『ムーラン』の日本でのイメージソングとなる。
- 8月1日：『SLAVE限定GIG'98』渋谷公会堂（8月1日）愛知厚生年金会館（8月4日）大阪厚生年金会館大ホール（8月5日）を行う。
- 8月9日、10日：横浜スタジアムにて『WALT DISNEY PICTURES PRESENTS MULAN MEETS LUNA SEA 1998 REVIVE 真夏の野外』を敢行。総動員数 8万人。
- 9月24日：『WALT DISNEY PICTURES PRESENTS MULAN MEETS LUNA SEA CONCERT TOUR 1998 SHINING BRIGHTLY』スタート。全国26か所33公演 総動員数 15万人。
- 12月23日,24日：東京ドームにて『IDO PRESENTS LUNA SEA CONCERT TOUR 1998 SHINING BRIGHTLY FINAL END OF PERIOD in TOKYO DOME』を敢行。総動員数 10万人。アンコールでジョン・レノンの「Happy X'mas (War Is Over)」をカバーする。
- 12月31日：バンド初となる『NHK紅白歌合戦』に出場。演奏曲は「I for You」。

1999年
- 1月9日：初のアジア・ツアー『LUNA SEA FIRST ASIAN TOUR 1999』スタート。1月9日 台湾 動員数3,000人 1月14日 香港 動員数3,800人 1月17日 上海 動員数2,500人
- 5月29日：ライブ・アルバム『NEVER SOLD OUT』をリリース。オリコン初登場第5位。
- 5月30日：『LUNA SEA 10TH ANNIVERSARY GIG [NEVER SOLD OUT] CAPACITY ∞』を東京ビッグサイトスペシャルオープンステージで行う。3日前に会場を襲った強風により数十億円をかけたステージセットが倒壊し、真矢のドラムが巻き込まれる等の被害が出て開演が危ぶまれ、「嵐を呼ぶバンド」の名が一時的に復活。当日はメンバー間でも「それでも絶対にライヴを決行しよう（J等）」と「観客が巻き込まれたりすると危険だからライヴは止めよう（INORAN等）」と意見が割れたという。しかし、「廃墟を（観客に危険が及ばない範囲で片づけた上で）セットにしてしまおう」、というSUGIZOのアイデアで決行。タイトルにある「NEVER SOLD OUT」の言葉通り、入場料を払えば当日でも何人でも入場できるシステムが採用され、総動員数 10万人を記録。この時、メンバーでただ1人倒壊前日にステージを見ていたINORANは、当時出演したテレビ番組で、セット倒壊の報を聞いてメンバー全員で駆け付けた際のことを「倒壊する前のセットの様子が、自分には点線のようになって見えたんですよ」と語っていた。
- 9月29日：ライブ・ビデオ2本同時リリース（各10万本限定生産）『10TH ANNIVERSARY GIG [NEVER SOLD OUT] CAPACITY∞LIVE!!』オリコン初登場第1位。『10TH ANNIVERSARY GIG [NEVER SOLD OUT] CAPACITY ∞ DOCUMENT!』 オリコン初登場第2位。
- 12月23日：後輩のGLAYとの対バン『the Millennium Eve A Christmas present for the people who love live a lot』を東京ドームで行う。総動員数 56,000人。

2000年
- 1月1日：Zepp Tokyoにて『START UP GIG2000』敢行。動員数3,000人。カウント・アップ・ライブとして、午前0時0分より行われる。
- 3月29日：12thシングル「gravity」リリース。オリコン初登場第1位。
- 5月17日：13thシングル「TONIGHT」リリース。オリコン初登場第4位。
- 5月23日：『PREMIERE OF LUNACY 2000』を日本武道館で敢行。
- 7月12日：7枚目のオリジナルアルバム『LUNACY』リリース。
- 7月15日：『BRAND NEW CHAOS ACT I』スタート。
- 10月9日：『BRAND NEW CHAOS ACT II』スタート。
- 11月8日：14thシングル「LOVE SONG」をリリース。オリコン初登場第4位。この日に、LUNA SEA終幕発表が公表される。RYUICHIは「終幕」の理由について、「このメンバーでバンドをやっていたいちばんの理由は、5人でいれば誰よりも輝けると思ったからです。でも、同じ光を見てると目も慣れて、より強い光を求められなくなった」と語った。（番組で当時の真相についてSUGIZOが「ぶっちゃけ(メンバー皆が)みんなの顔を見たく無くなった」と話していた。）
- 12月23日：ベスト・アルバム『PERIOD 〜THE BEST SELECTION〜』リリース。20世紀最後のオリコンチャート1位を獲得。
- 12月26日, 27日：東京ドームにて『LUNA SEA THE FINAL ACT TOKYO DOME』を敢行。このライブのセットリストは、終幕発表以前に公式WEBサイト上で行われた曲投票が反映されている。最後の曲はラストナンバーの定番「WISH」であった。このライブを最後に終幕。

### 終幕後
1997年の活動休止中からソロ・アーティストとしてもキャリアをスタートさせていた5人は、終幕後も5人5様の活動を続けていた。また、多くのアーティストは解散後ファンクラブも終了する場合が多いが、終幕後もファンクラブSLAVEは存続していた。
それぞれの活動（河村隆一・J・真矢・FAKE?・SUGIZO/SHAG）としてある雑誌のインタビューを受けた際に、LUNA SEA開幕について聞かれ、SUGIZO以外のメンバーはそれに肯定的なことを言っていたが、SUGIZOは「開幕してほしいっていう人はあのときの感覚を再体験したいだけなんだよ。」と発言し、断固として反対していた。しかし、市川哲史の著作『私が「ヴィジュアル系」だった頃』でのインタビューでは、LUNA SEAを「偉大なる失敗バンド」と位置づけながらも「失敗の要因を全部クリアできて、もう一度5人が人間的に繋がり合えるのであればリ・スタートとしてありかも。」と、再結成を完全否定しているわけではないことがうかがえる発言もしていた。
2001年
- 5月29日：ライブDVD『THE FINAL ACT TOKYO DOME』リリース。FC限定でライブVHS版『THE FINAL ACT TOKYO DOME』をリリース。それぞれ、特典映像が異なる。VHS版は、現在ほとんど入手不可能である。
- 11月28日：ビデオ・クリップ集『ECLIPSE II（VHS）』と『ECLIPSE I+II（DVD）』リリース。

2002年
- 3月6日：ベスト・アルバム『Another side of SINGLES II』リリース。
- 12月23日：ライブDVD『1998 REVIVE 真夏の野外』SLAVE先行発売。

2003年
- 10月：渋谷ラ・ママで行われた先輩バンドAION20周年記念3Daysライブに、真矢以外のメンバーがそれぞれ参加。RYUICHI・INORANは終幕後に初めて同じステージに立つ（後に、Tourbillonとして本格活動を開始）。
- 12月23日：ボックス・セット『COMPLETE SINGLE BOX』リリース。

2004年
- 5月29日：ボックス・セット『COMPLETE ALBUM BOX』リリース。

2005年
- 3月23日：バラード・ベスト・アルバム『SLOW』リリース。

2007年
- 7月末：オフィシャルサイトの特設ページが開設。1ヶ月後の皆既月食の日を目指してカウントダウンが始まる。
- 8月28日：午前3時、オフィシャルサイトにて12月24日（月・祝）に東京ドームで一夜限りの復活ライブの開催が明らかとなった。2007年はメジャーデビュー15周年、各ソロ活動10周年という節目にあたり、これが一夜限りの復活の大きな要因となった。この復活ライブが発表された2007年8月28日は皆既月食であり、復活ライブが開催された2007年12月24日は満月であった。
- 10月28日：復活ライブのチケットが一般発売。55,000枚が僅か5分足らずで完売。
- 12月7日：7枚のオリジナル・アルバムのリマスター版をリリース。リマスタリングはニューヨークのSterling Soundで行われ、グラミー賞の受賞を経験しているエンジニア、テッド・ジェンセンが担当した。
- 12月19日：LUNA SEAの再結成を記念して、企画メモリアル・カバー・アルバム『LUNA SEA MEMORIAL COVER ALBUM -Re:birth-』発売。LUNA SEAに影響を受けたムック、メリーやシド、メンバーと交流のある西川貴教が率いるabingdon boys schoolなど、エイベックスのアーティストが多く参加している。
- 12月24日：東京ドーム『GOD BLESS YOU 〜One Night Déjàvu〜』にて一夜限りの復活を果たした。ドームライブ後の本格的「再結成」について、Jは「そもそもそのことを口に出しただけで全てが壊れそうなバランスにある」ため、メンバー誰もが口にせず、ただドームのライブに集中している状況だと、雑誌のインタビューで語った。今後については各ソロ活動以外全く発表されていない。復活ライブの最後にRYUICHIの『いつかどこかの空の下でまた会おう』といった再結成を匂わせるような意味深な発言や、NHK総合のドキュメンタリーでSUGIZOの『強引に葬るのは罪だと思います』との発言があり、本格的な再結成を否定していなかった。

2008年
- 1月16日：ライブDVD『真冬の野外』と『真夏の野外』リリース。
- 3月26日：ベスト・アルバム『LUNA SEA COMPLETE BEST』とライブDVD『LUNA SEA GOD BLESS YOU〜One Night Déjàvu〜TOKYO DOME 2007.12.24』リリース。
- 5月4日：恩師・hideの追悼イベント『hide memorial summit』の2日目に参加するため、メンバー全員が再集結。『hide TRIBUTE SPIRITS』でレコーディングされていたhideのカバー「SCANNER」を含む11曲を演奏した。X JAPANメンバーと共に「BELIEVE」を演奏するというパフォーマンスも見せた。アンコールには、92年以来実に16年ぶりとなる「無敵BAND」の演奏にも参加している。このライブの発表記者会見にはRYUICHIが（LUNA SEAのRYUICHIとして）バンドを代表して出席。ライブ開催発表に際してのLUNA SEAとしてのコメントは「最大限の感謝とリスペクトを込めて…」。

2009年
- 5月29日：結成20周年。iTunes Storeにて、LUNA SEAの全楽曲の全世界配信開始。

### REBOOT
2008年5月の『hide memorial summit』への参加以降、結成20周年となる2009年を迎えてもバンドとしての動きは無く、再び事実上の活動休止状態に入っていた。結成21周年となる2010年5月29日、公式サイト上に公開された映像において「REBOOT」なるメッセージを発表。その日から毎月満月の日（6月26日、7月26日、8月25日）を経るごとに少しずつ映像が変化していき、8月25日の最後の更新においてメンバー全員の集合した映像が公開されると共に、8月31日に香港においてメンバー5人による記者会見を開くことを発表した。なお、香港は、アジア・ツアー中の2000年11月8日に「終幕」についての記者会見を行った地でもある。
8月31日の記者会見では2008年以来2年ぶりにメンバー5人が公の場において一堂に会し、『LUNA SEA 20th ANNIVERSARY WORLD TOUR REBOOT -to the New Moon-』の開催がメンバーの口から発表された。ドイツ・ボーフム（11月27日）、アメリカ・ロサンゼルス（12月4日）、香港（12月11日）、台湾・台北（12月18日）、そして東京（12月23日 - 24日）を巡る、LUNA SEA初の本格的な世界ツアーとなる。この会見の様子はUstreamでインターネット中継され、一般のファンも視聴することができた。
11月27日、LUNA SEAにとって約2年半ぶり、また初のヨーロッパ公演でもあるドイツ・ボーフムでのステージを皮切りに、ワールドツアーは予定通りスタート。その後も初のアメリカ公演となるロサンゼルス公演、2000年のツアー「BRAND NEW CHAOS ACT II」以来10年ぶりの香港公演、台北公演をそれぞれ成功させ、復活した新しいLUNA SEAを日本以外のファンにも披露した。
ツアー中の12月1日には突如12月25日の東京ドーム公演『LUNACY 黒服限定GIG 〜the Holy Night〜』を追加で発表。更にその公演は史上初となる東京ドームでの完全無料ライブとすることを併せて発表した。このライブは、結成当初の「LUNACY」名義での復活ライブとなり、インディーズ時代に行っていた「黒服限定GIG」同様にドレスコードを黒服に限定。そして、アジア公演前の12月10日には、東京ドーム3DAYS終了後のREBOOTツアーの追加公演となる2DAYSライブ『REBOOT -THE LAST COUNT DOWN-』を12月30日と12月31日に神戸ワールド記念ホールで開催することを発表。関西圏でのライブは10年ぶりで、12月31日の公演はバンド初のカウントダウンライブとなった。
2010年

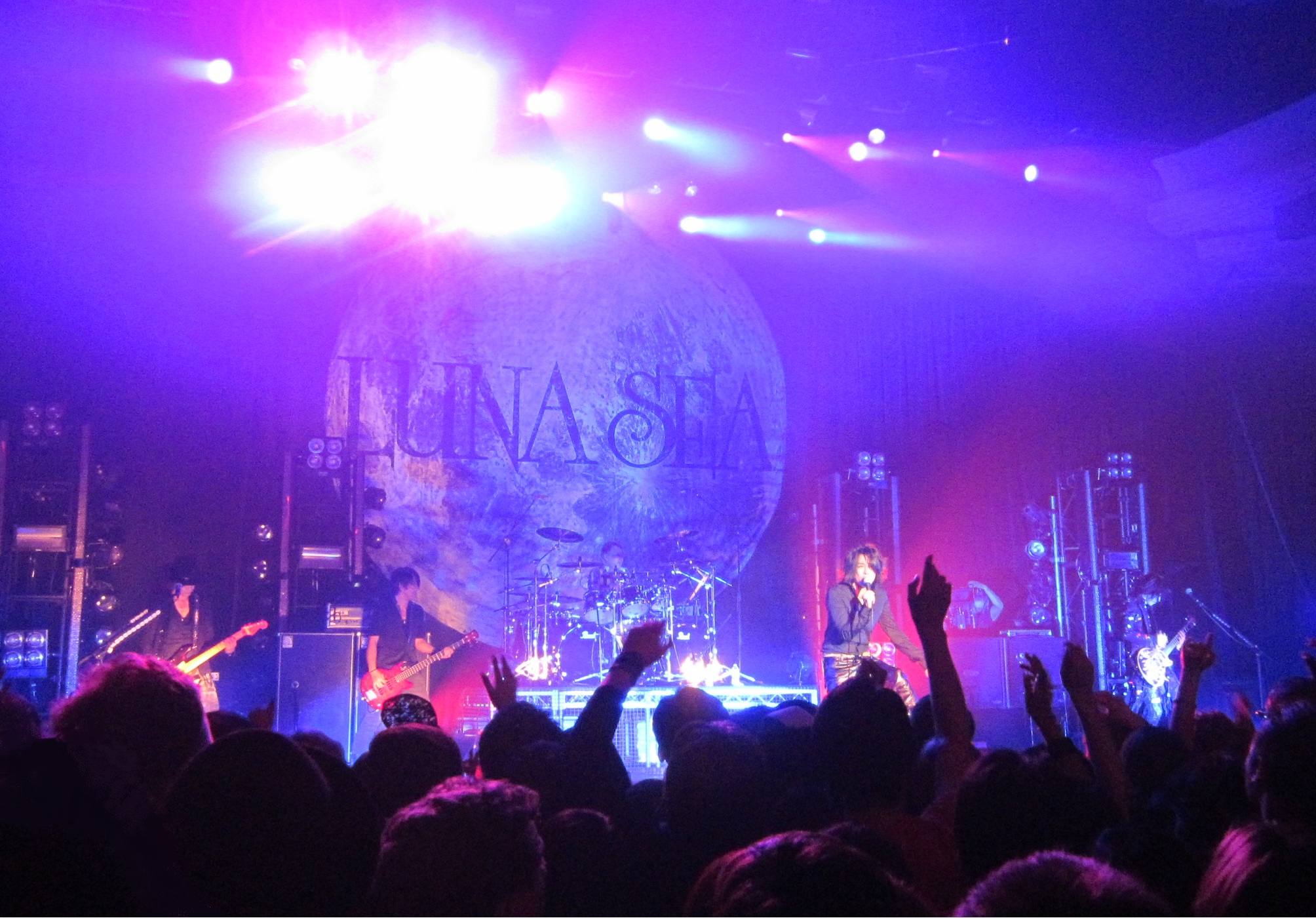
アメリカ・ロサンゼルス公演にて

- 5月29日：午前0時に「LUNA SEA REBOOT」メッセージ発表。公式Twitterアカウント「LUNASEAOFFICIAL」でも「REBOOT!!」とツイートされる。“REBOOT＝再起動”と活動再開を示唆した。2007年に、一夜限りの復活ライブを行った際と同じ、満月の夜であった。
- 8月25日：公式ホームページにて、「REBOOT」というメッセージとともに、8月31日の午後3時(日本時間午後4時)に香港で会見を行い、その模様がUstreamで全世界に配信されることを発表。
- 8月31日：15:00（日本時間16:00）より、香港での緊急記者会見。ドイツ、アメリカ、香港、台湾、日本での世界ツアーを行うことを発表。

11月27日：『LUNA SEA 20th ANNIVERSARY WORLD TOUR REBOOT -to the New Moon-』スタート。世界4ヶ国8公演（うち、追加2公演）。
- 12月23日、24日：東京ドームにて、同ツアーのファイナル公演を開催。海外公演とは内容を変えた中で、8月の会見でも言及された新曲「Days of Reputation」（後に「銀ノ月」に改題）を23日に、「Maria」を24日に初披露した。
- 12月25日：東京ドームにて『LUNACY 黒服限定GIG 〜the Holy Night〜』を開催。LUNA SEA初の東京ドーム3DAYS公演最終日となったこの日は、5人のメンバーが久しぶりに活動初期のメイク・衣装を纏って、前日・前々日とは全く違うLUNACYを20年ぶりに復活させた。初期のアルバム『LUNA SEA』『IMAGE』からのナンバーを中心に、アルバム未収録だった「SUSPICIOUS」「NIGHTMARE」といったナンバーまでも披露。3日間で総動員数17万5000人を記録したLUNA SEA史上最大規模の3DAYSとなった。
- 12月30日、31日 - 2011年1月1日：神戸ワールド記念ホールにて『LUNA SEA 20th ANNIVERSARY WORLD TOUR REBOOT -THE LAST COUNT DOWN-』（追加公演）を開催。30日には新曲「PROMISED NIGHT」（後に「PROMISE」に改題）が披露された。31日はフジテレビNEXTで生中継された。

2011年
- 3月16日：1stアルバム『LUNA SEA』のセルフカバーアルバム『LUNA SEA』をリリース。REBOOT後初の音源となり、ベストアルバムを除いたバンド名義のCD音源は、2000年発売の「LOVE SONG」以来約10年振りのリリースとなる。
- 4月9日：新曲「PROMISE」を世界7ヶ国のAmazon MP3及びLUNA SEA MOBILEにてリリース。収益金は全額、3月11日に発生した東日本大震災の被災者支援の義援金として日本赤十字社及び米国赤十字社を通じて寄付される
- 4月13日：ライブDVD・BD『LUNA SEA 20th ANNIVERSARY WORLD TOUR REBOOT -to the New Moon- 24th December, 2010 at TOKYO DOME』と『LUNACY 黒服限定GIG 〜the Holy Night〜』、ツアードキュメントDVD『LUNA SEA A DOCUMENTARY FILM OF 20th ANNIVERSARY WORLD TOUR REBOOT -to the New Moon-』を3本同時リリース。
- 5月29日：前年のロサンゼルス公演を収録したバンド初のデジタル3D映画『LUNA SEA 3D IN LOS ANGELES』のプレミア試写会にて、メンバー5人が舞台挨拶を行う。
- 6月1日：ライブアルバム『LUNA SEA 3D IN LOS ANGELES』リリース。上記映画のサウンドトラックにあたる。
- 6月4日：映画『LUNA SEA 3D IN LOS ANGELES』公開。
- 10月22日：東日本大震災復興支援チャリティーライヴ 『LUNA SEA For JAPAN A Promise to The Brave』をさいたまスーパーアリーナで開催。

2012年
- 2月22日：映画『LUNA SEA 3D IN LOS ANGELES』のDVD・BD・3DBD版を発売。
- 3月8日：「THE ONE -crash to create-」の5.1ch視聴イベント「FULL MOON CONTACT "THE ONE"」が豊洲ユナイテッドシネマで開催。
- 3月21日：15thシングル「THE ONE -crash to create-」を発売。「LOVE SONG」以来12年ぶりのCDシングルとなる。
- 3月28日：ライブDVD・BD『LUNA SEA For JAPAN A Promise to The Brave』を発売。
- 5月29日：ツアーライブ「LUNA SEA LIVE 2012-2013 The End of the Dream」の開催発売。
- 5月30日：ライブDVD『FIRST ASIAN TOUR 1999 in HONG KONG/CONCERT TOUR 2000 BRAND NEW CHAOS ACT II in Taipei』を発売。
- 6月14日：「WOWOW Presents LUNA SEA TV SPECIAL -The End of the Dream-」が幕張メッセの特設ステージにて収録された。同模様の一部がニコニコ生中継で放送。
- 6月20日：NHKドキュメント『一夜限りの復活ライヴLUNA SEA沈黙の7年を超えて』のBD版を発売。
- 7月8日：「WOWOW Presents LUNA SEA TV SPECIAL -The End of the Dream-」がWOWOWで放送。12年ぶりのテレビ出演となった。
- 8月28日：ニコニコ生放送で「LUNA SEA 公開生インタビュー」が、MASSIVEのメンバー全員公開インタビューという形で生放送された。
- 10月9日：公式サイト上で、終幕した2000年まで所属していたユニバーサルミュージックへのレーベル移籍と、2000年に発売された『LUNACY』以来13年ぶりとなるオリジナルアルバムの製作を開始したことを発表。このアルバムに先駆けて、12月に両A面シングルのリリースも発表された。
- 11月16日：Zepp Nambaより、ライブツアー「The End of the Dream ZEPP TOUR 2012 『降臨』」がスタート。全13公演。
- 12月12日：16thシングル「The End of the Dream/Rouge」を発売。
- 12月19日：ライブDVD「LUNA SEA CONCERT TOUR 2000 BRAND NEW CHAOS 〜20000803 大阪城ホール〜」を発売。
- 12月23日：ライブツアー「LUNA SEA LIVE TOUR 2012-2013 The End of the Dream」がスタート。大阪公演が、大阪城ホールで開催。
- 12月24日：東日本大震災復興支援チャリティーライヴ 『LUNA SEA For JAPAN A Promise to The Brave 2012 in Sendai』を、仙台サンプラザホールで開催。
- 12月25日：単行本「LUNA SEA The Beginning of the Dream」が刊行。

2013年
- 1月11日：ライブツアー「LUNA SEA LIVE TOUR 2012-2013 The End of the Dream」の日本武道館6DAYS公演がスタート。全6公演。
- 1月26日:ライブツアー「LUNA SEA LIVE TOUR 2012-2013 The End of the Dream」のアジアツアーが、台湾のネオスタジオでスタート。全5公演。
- 2月17日：ファンクラブ限定ライブ「SLAVE限定GIG 2013」を、両国国技館で開催。
- 3月27日：2012年にWOWOWで放送された無観客ライブと2010-11年の初カウントダウンライブ at 神戸ワールド記念ホールを収録したBD＆DVD「The End of the Dream -prologue-」、12年振りとなるスタンディングツアーの最終公演を収録したライブDVD「The End of the Dream ZEPP TOUR 2012『降臨』」、ベストアルバム『COMPLETE BEST-ASIA LIMITED EDITION-』を発売。
- 4月24日：ライブBD「The End of the Dream ZEPP TOUR 2012『降臨』」を発売。
- 5月29日：ライブDVD「The End of the Dream at 日本武道館」を発売。
- 6月26日：ライブBD「The End of the Dream at 日本武道館」を発売。
- 8月28日：17thシングル「Thoughts」を発売。
- 11月13日：18thシングル「乱」を発売。
- 12月11日：8thアルバム「A WILL」を発売。

2014年
- 5月2日：ライブDVD「SLAVE限定GIG 2013 両国国技館」が、SLAVE限定で受注販売開始。
- 5月26日：SLAVE限定GIG「PREMIERE OF A WILL 2014」が、赤坂BLITZで開催。
- 5月28日：ベストアルバム「LUNA SEA 25th Anniversary Ultimate Best -THE ONE-」とライブアルバム「NEVER SOLD OUT 2」、そして先述の2つのアルバムが入ったCD-BOXを発売。
- 5月29日：バンド結成25周年記念ライブ「LUNA SEA 25th ANNIVERSARY LIVE -The Unfinished MOON-」を、国立代々木競技場第一体育館で開催。通販サイト「famima.com」内にオフィシャルショップをオープン。
- 6月7日：ライブツアー「LUNA SEA 25th ANNIVERSARY LIVE TOUR THE LUNATIC -A Liberated Will-」が、千葉県森のホール21で、スタート。2014年は全22公演。
- 6月14日：バンドスコア「A WILL」、「THE ONE -crash to create-」刊行。
- 6月21日、22日：SLAVE限定ライブ「黒服限定GIG 2014 for SLAVE」の東京公演が、Zepp Divercityで開催。
- 8月23日、24日：SLAVE限定ライブ「黒服限定GIG 2014 for SLAVE」の大阪公演が、Zepp Nambaで開催。
- 11月26日：オーケストラカバーアルバム「SYMPHONIC LUNA SEA-REBOOT-」発売。
- 12月21日：「LUNA SEA 25th ANNIVERSARY LIVE」を、さいたまスーパーアリーナで開催。
- 12月23日：「LUNA SEA 25th ANNIVERSARY LIVE」を、横浜アリーナで開催。

2015年
- 1月10日：ライブツアー「LUNA SEA 25th ANNIVERSARY LIVE TOUR THE LUNATIC -A Liberated Will-」を、大宮ソニックシティで再開。2015年は全12公演。
- 3月7日：ファンクラブ限定ツアーの中で、ライブ「SLAVE限定GIG 2015 in 沖縄」を、ミュージックタウン音市場で開催。
- 3月14日：ライブ「LUNA SEA 25th ANNIVERSARY LIVE TOUR THE LUNATIC -A Liberated Will- FINAL」を、大阪城ホールで開催。
- 6月24日：ライブDVD「Live on A WILL」を発売。
- 6月27日、6月28日：幕張メッセにて初の主宰フェス「LUNATIC FEST.」開催。
- 7月22日：ライブBD「Live on A WILL」を発売。
- 12月23日、24日：SLAVE限定ライブ「SLAVE限定GIG 2015 The Holy Night －To The Next Dimension－」を、Zepp DiverCity Tokyoで開催。

2016年
- 4月3日：新曲「Limit -TV Edit-」が配信販売開始。
- 5月29日：FC限定ツアー「SLAVE MEETING 2016」を沖縄にて開催。「ONE〜LUNA SEA 25th Anniversary PREMIUM BOX」を発売。
- 6月22日：19thシングル「Limit」を発売。
- 8月31日：ピアノカバーアルバム「Piano Anthology 〜melody of LUNA SEA〜」が発売。
- 9月22日：FC限定ライブ「SLAVE限定GIG 2016」の大阪公演をZepp Nambaで開催。
- 9月24日：FC限定ライブ「SLAVE限定GIG 2016」の愛知公演をZepp Nagoyaで開催。
- 10月14日、16日：ロックフェス「VISUAL JAPAN SUMMIT 2016」に出演。
- 12月14日：新曲「HOLY KNIGHT」のSLAVE限定先行配信が開始。
- 12月23日、24日：単独ライブ「LUNA SEA The Holy Night-Beyond the Limit-」が、さいたまスーパーアリーナにて開催。また同会場にて新曲「HOLY KNIGHT」を限定販売。

2017年
- 5月29日：ライブ「LUNA SEA The Anniversary 2017」を日本武道館で開催。このコンサートでは楽器演奏や会場および売店等の電源をすべて水素燃料電池によって賄う取り組みがおこなわれた。
- 8月26日：野外フェス「SUMMER SONIC SHANGHAI 2017」にヘッドライナーとして出演。
- 10月28日：ライブイベント「テレビ朝日ドリームフェスティバル2017」に出演。
- 12月20日：9thアルバム「LUV」を発売。
- 12月23日、24日：ライブ「LUNA SEA The Holy Night 2017」が、さいたまスーパーアリーナにて開催。

2018年
- 2月3日：ライブツアー「LUNA SEA LIVE TOUR 2018 The LUV -World left behind-」が、神奈川県カルッツかわさきを皮切りに開催。全9カ所18公演。本来ツアー初日は1月27日、28日に森のホール21で予定されていたがSUGIZOがインフルエンザの為、延期となった。
- 5月29日：ライブ「LUNA SEA The Anniversary 2018 The LUV -World left behind- FINAL」が日本武道館で開催。
- 6月23日、24日：幕張メッセにて自身2度目となる主催フェス「LUNATIC FEST. 2018」を開催。
- 9月22日：ライブフェス「イナズマロック フェス 2018」の初日に出演。
- 10月8日：ライブフェス「フジソニック 2018 SPECIAL」に出演。
- 12月4日：結成30周年記念ロゴ発表。
- 12月22日：ライブ「LUNATIC X’MAS 2018 -Introduction to the 30th Anniversary-」初日公演「IMAGE or REAL」が、さいたまスーパーアリーナにて開催。
- 12月23日：ライブ「LUNATIC X’MAS 2018 -Introduction to the 30th Anniversary-」2日目公演「SEARCH FOR MY EDEN」が、さいたまスーパーアリーナにて開催。
- 12月27日：LUNA SEA バンドスコア「LUV」発売。

### 結成30周年
2019年
- 2月27日：ライブBD&DVD「LUNA SEA The Anniversary 2018 The LUV –World left behind- FINAL 5.29 日本武道館」が、SLAVE限定で発売。
- 5月29日：SLAVE限定ライブ「LUNA SEA The 30th Anniversary FREE LIVE -DEAR SLAVES-」が、Zepp Tokyoにて開催。同日、メジャーデビューアルバム「IMAGE」から「LUV」までの8枚のオリジナル・アルバムをアナログレコード化しリリース、更に20thシングル「宇宙の詩 〜Higher and Higher〜/悲壮美」も発売。
- 5月31日、6月1日：ライブ「LUNA SEA The 30th Anniversary Special Live 日本武道館 2days」を開催。
- 6月7日：ライブ「LUNA SEA The 30th Anniversary Special Live in Hongkong」を香港にて開催。
- 6月20日：ライブ「LUNA SEA The 30th Anniversary Special Live in Bangkok」をタイにて開催予定だったが、現地主催者側の諸事情により中止。
- 7月27日：NHKテレビ番組「SONGS」に出演。
- 9月6日：配信限定シングル「BEYOND THE TIME 〜メビウスの宇宙を越えて〜」が配信開始。
- 9月12日：ライブ「SONGS OF TOKYO Festival 2019」に出演。
- 10月14日：ライブフェス「テレビ朝日開局60周年記念『テレビ朝日ドリームフェスティバル2019』」の最終日に出演。
- 12月18日：10thアルバム「CROSS」を発売。
- 12月21日、22日：ライブ「LUNA SEA 30th Anniversary LIVELUNATIC X’MAS 2019」を、さいたまスーパーアリーナにて開催。

2020年
- 2月1日：ライブツアー「LUNA SEA 30th Anniversary Tour 2020 -CROSS THE UNIVERSE-」が、三郷市文化会館にてスタート。13カ所全26公演の予定だったが、新型コロナウイルスの影響により二月末以降の公演がすべて延期。
- 2月13日、14日：FC限定ライブ「LUNA SEA 30th Anniversary SLAVE限定GIG 2020 at 町田市民ホール」が、開催。1カ所2公演。前述アルバムツアーに組み込まれたFC限定ライブとなった。
- 4月15日：新曲「Make a vow」の無料配信が決定。それに先駆け、SLAVE会員限定で公開。
- 4月23日：LUNASEA official Instagramがオープン。
- 4月28日：新曲「Make a vow」が、サブスクリプション配信スタート。同夜21時からミュージックビデオが公式YouTubeで配信スタート。
- 4月29日：10thアルバム『CROSS』からのシングルカットとして、21stシングル「THE BEYOND GUNPLA 40th EDITION THE BEYOND X MS-06 ZAKU II Ver.LUNA SEA」を発売。オリコン週間シングルチャート（5月11日付）では、初週で6,082枚を売り上げ、1位を獲得。LUNA SEAとしては「gravity」以来、約20年と1ヶ月ぶりとなる首位獲得を果たした。また、シングル1位インターバル記録では歴代2位となった。
- 5月28日、結成30周年を記念し、「ECLIPSE 303030（スリーサーティー）」と題した、30日間で30曲のミュージックビデオ（フルサイズ）を公開する企画を開始。選曲はランダムであり、毎週金曜日にはレアなライヴ映像を紹介するプレミア公開を実施。また、企画の最終日には、最新曲「Make a vow」MV第2弾として、5人のリモート映像にSLAVE達の参加映像がフィーチャーされる特別編集版も公開された。
- 5月31日：音楽特番「MUSIC AID FEST. 〜FOR POST PANDEMIC〜」を放送。

2021年
- 3月27日、28日：延期となっていた『LUNA SEA -RELOAD-』をさいたまスーパーアリーナにて、新型コロナウイルス感染拡大を防止するため「客席数の50％以下の人数を上限とするなどの感染対策」「場内の換気を徹底するために途中に20分の休憩時間を設ける2部構成」を施し2DAYSを完遂させた。
- 5月28日、29日、30日：延期となっていた『LUNA SEA 30th Anniversary CROSS THE UNIVERSE -THE DAWN-』を東京ガーデンシアターにて開催。1カ所全3公演。
- 6月12日：延期となっていたアルバムツアーは、公演名を『LUNA SEA 30th Anniversary Tour 20202021 -CROSS THE UNIVERSE-』と改め、福岡サンパレスで再開した。2021年は全10カ所20公演開催。
- 12月23日：FC限定イベント「SLAVE MEETING 2021」が、Zepp Tokyoにて開催。この日、発表済みの2022年全4公演をもってバンドの一時活動休止が発表された。

2022年
- 1月8日、9日：「LUNA SEA 30th Anniversary Tour -CROSS THEUNIVERSE- GRAND FINAL」が、さいたまスーパーアリーナにて開催。1カ所2公演。
- 1月31日、2月1日：「LUNA SEA 30th Anniversary Tour 20202021 -CROSS THE UNIVERSE-」のツアー最終公演を、大阪国際会議場メインホールにて開催(1カ所2公演開催)し、ツアーを完結させた。また、RYUICHIの声帯にできた静脈瘤の除去手術を行うため、2月1日のツアー最終公演をもってバンドは充電期間に入る。
- 8月26日、27日：RYUICHI、ならびにバンドの復活公演となる「LUNA SEA 復活祭 -A NEW VOICE-」を日本武道館で開催。1カ所2公演。このうち26日の公演には、テレビ朝日系番組『かまいガチ』の企画内で結成された、かまいたち山内率いるGACHI SEAが出演。LUNA SEA側から直々にオファーした事で同公演への出演が決まり、「TRUE BLUE」を演奏した。この模様は同月31日の同番組にてオンエアされた。
- 12月17、18日：「黒服限定GIG 2022 LUNACY」をさいたまスーパーアリーナにて開催。1カ所2公演。

2023年
- 3月14日：LIVE Blu-ray「復活祭 -A NEW VOICE- 日本武道館」が発売。
- 5月27日、28日：ライブ「THE BEST OF LUNA SEA 2023」が、武蔵野の森総合スポーツプラザ・メインアリーナにて開催。1カ所2公演。
- 5月29日：無料ライブ「LUNA SEA Back in 鹿鳴館」が、目黒鹿鳴館にて開催。
- 10月7日：ライブツアー「LUNA SEA DUAL ARENA TOUR 2023」が、神奈川Kアリーナ横浜にてスタート。5カ所10公演。
- 11月29日：アルバム『MOTHER』『STYLE』のセルフカバー盤を発売。それに先駆け、同年10月4日より「LOVELESS」「G.」を配信シングルとしてリリース。11月29日当日にはSUGIZOがX（旧Twitter)上で「リプ大会」を行い、カバー盤に関する多くの質問に答えた。
- 12月23日：FC限定トークイベント「SLAVE MEETING 2023 DUAL TALK LIVE：another side of MOTHER・another side of STYLE」をZepp Hanedaで開催。
- 12月30日、31日：ツアーファイナルとして「LUNA SEA DUAL ARENA TOUR 2023 -END OF DUAL- MOTHER OF LOVE, MOTHER OF HATE」、「LUNA SEA DUAL ARENA TOUR 2023 -END OF DUAL- UN ENDING STYLE -COUNTDOWN SPECIAL-」を大阪城ホールで開催。

### 結成35周年
2024年
- 5月25日：全国ツアー「LUNA SEA 35th ANNIVERSARY TOUR 2024 ERA TO ERA -EPISODE 1-」が、相模女子大学グリーンホールにてスタート。11カ所16公演。
- 5月29日：FC限定イベント「LUNA SEA 35th Anniversary MEMORIAL TALK & UNPLUGGED SESSION」をカルッツかわさきにて開催。
- 7月15日：FCイベント「SSLAVE MEETING 2024 ERA TO ERA -EPISODE 1- After Party in Okinawa」を開催。
- 7月27日：全国ツアー「LUNA SEA 35th ANNIVERSARY TOUR 2024 ERA TO ERA -EPISODE 2-」が、新潟県民会館にてスタート。7カ所12公演。
- 9月2日：FCイベント「SLAVE MEETING 2024 ERA TO ERA -EPISODE 2- After Party in Sapporo」を開催。
- 9月8日：ヤマハ新技術「Real Sound Viewing」等による「ライヴの真空パック」のアンバサダーに就任。
- 9月14日：全国ツアー「LUNA SEA 35th ANNIVERSARY TOUR 2024 ERA TO ERA -EPISODE 3-」が、茨城県水戸市民会館にてスタート。10カ所13公演。
- 9月15日：音楽フェス「テレビ朝日ドリームフェスティバル2024」に出演。
- 11月16日：FCイベント「SLAVE MEETING 2024 ERA TO ERA -EPISODE 3- After Party in Kanagawa」を、開催。
- 12月23日：FCイベント「SLAVE MEETING 2024 Secrets of ERA TO ERA」を、Zepp Hanedaで開催。

2025年
- 2月22日：GLAYとの対バンライブ「The Millennium Eve 2025 LUNA SEA｜GLAY」を、東京ドームにて開催。
- 2月23日：ライブ「LUNA SEA 35th ANNIVERSARY TOUR ERA TO ERA -THE FINAL EPISODE- LUNATIC TOKYO 2025 -黒服限定GIG-」を東京ドームにて開催。
- 2月26日：ライブBD「DUAL ARENA TOUR 2023 MOTHER OF LOVE, MOTHER OF HATE/UN ENDING STYLE」が発売。
- 3月12日：ライブBD「35th ANNIVERSARY TOUR 2024 ERA TO ERA IMAGE or REAL/SEARCH FOR MY EDEN」が発売。
- 3月26日：ライブBD「35th ANNIVERSARY TOUR 2024 ERA TO ERA SHINING BRIGHTLY/BRAND NEW CHAOS」が発売。
- 5月28日：ライブBD「IMAGE or REAL」、「Sin After Sin」、「LUNATIC TOKYO 1995.12.23 TOKYO DOME」、「REW」が発売。
- 5月29日：FCイベント「LUNA SEA 36th ANNIVERSARY SLAVE ONLINE MEETING」を開催。
- 11月8、9日：ライブフェス「10th Anniversary LUNATIC FEST. 2025」を幕張メッセで開催予定。
- 11月24日：ライブフェス「BRAHMAN 30TH ANNIVERSARY『尽未来祭 2025』」に出演予定。

## ディスコグラフィ

### シングル
|      | 発売日         | タイトル                                                               | 規格                                              | 規格品番        | オリコン最高位 | 初収録アルバム                                    |
| ---- | -------------- | ---------------------------------------------------------------------- | ------------------------------------------------- | --------------- | -------------- | ------------------------------------------------- |
| 1st  | 1993年2月24日  | BELIEVE                                                                | 8cmCD                                             | MVDD-4          | 11位           | EDEN                                              |
| 2nd  | 1993年7月21日  | IN MY DREAM (WITH SHIVER)                                              | 8cmCD                                             | MVDD-6          | 9位            | EDEN                                              |
| 3rd  | 1994年7月21日  | ROSIER                                                                 | 8cmCD                                             | MVDD-17         | 3位            | MOTHER                                            |
| 4th  | 1994年9月21日  | TRUE BLUE                                                              | 8cmCD                                             | MVDD-18         | 1位            | MOTHER                                            |
| 5th  | 1995年2月22日  | MOTHER (Single Version)                                                | 8cmCD                                             | MVDD-22         | 5位            | MOTHER                                            |
| 6th  | 1995年11月13日 | DESIRE                                                                 | 8cmCD                                             | MVDD-31         | 1位            | STYLE                                             |
| 7th  | 1996年3月25日  | END OF SORROW                                                          | 8cmCD                                             | MVDD-36         | 1位            | STYLE                                             |
| 8th  | 1996年7月15日  | IN SILENCE                                                             | 8cmCD                                             | MVDD-45         | 2位            | STYLE                                             |
| 9th  | 1998年4月15日  | STORM                                                                  | 8cmCD                                             | MVDH-13         | 1位            | SHINE                                             |
| 10th | 1998年6月3日   | SHINE                                                                  | 8cmCD                                             | MVDH-15         | 1位            | SHINE                                             |
| 11th | 1998年7月1日   | I for You                                                              | 8cmCD                                             | MVDH-17         | 2位            | SHINE                                             |
| 12th | 2000年3月29日  | gravity                                                                | 12cmCD                                            | MVCH-1201       | 1位            | LUNACY                                            |
| 13th | 2000年5月17日  | TONIGHT                                                                | 12cmCD                                            | MVCH-1206       | 4位            | LUNACY                                            |
| 14th | 2000年11月8日  | LOVE SONG                                                              | 12cmCD                                            | UUCH-5008       | 4位            | PERIOD 〜THE BEST SELECTION〜                     |
| 15th | 2012年3月21日  | THE ONE -crash to create-                                              | 12cmCD＋HQCD＋SACD-Hybrid+DVD                     | YIZQ-10224〜6/B | 5位            | LUNA SEA 25th Anniversary Ultimate Best -THE ONE- |
| 15th | 2012年3月21日  | THE ONE -crash to create-                                              | SACD-Hybrid                                       | YICQ-10227      | 5位            | LUNA SEA 25th Anniversary Ultimate Best -THE ONE- |
| 15th | 2012年3月21日  | THE ONE -crash to create-                                              | HQCD                                              | YICQ-10228      | 5位            | LUNA SEA 25th Anniversary Ultimate Best -THE ONE- |
| 15th | 2012年3月21日  | THE ONE -crash to create-                                              | 12cmCD                                            | YICQ-10229      | 5位            | LUNA SEA 25th Anniversary Ultimate Best -THE ONE- |
| 16th | 2012年12月12日 | The End of the Dream/Rouge                                             | 2CD（SHM-CD）+Blu-ray                             | UPCH-9820       | 6位            | A WILL                                            |
| 16th | 2012年12月12日 | The End of the Dream/Rouge                                             | CD+DVD                                            | UPCH-9821       | 6位            | A WILL                                            |
| 16th | 2012年12月12日 | The End of the Dream/Rouge                                             | CD+DVD                                            | UPCH-9822       | 6位            | A WILL                                            |
| 16th | 2012年12月12日 | The End of the Dream/Rouge                                             | 12cmCD                                            | UPCH-5780       | 6位            | A WILL                                            |
| 17th | 2013年8月28日  | Thoughts                                                               | SHM-CD+Blu-ray                                    | UPCH-9883       | 7位            | A WILL                                            |
| 17th | 2013年8月28日  | Thoughts                                                               | CD+DVD                                            | UPCH-9884       | 7位            | A WILL                                            |
| 17th | 2013年8月28日  | Thoughts                                                               | 12cmCD                                            | UPCH-5807       | 7位            | A WILL                                            |
| 18th | 2013年11月13日 | 乱                                                                     | SHM-CD+Blu-ray                                    | UPCH-9902       | 17位           | A WILL                                            |
| 18th | 2013年11月13日 | 乱                                                                     | CD+DVD                                            | UPCH-9903       | 17位           | A WILL                                            |
| 18th | 2013年11月13日 | 乱                                                                     | 12cmCD                                            | UPCH-5810       | 17位           | A WILL                                            |
| 19th | 2016年6月22日  | Limit                                                                  | SHM-CD+Blu-ray                                    | UPCH-7146       | 14位           | LUV                                               |
| 19th | 2016年6月22日  | Limit                                                                  | CD+DVD                                            | UPCH-7147       | 14位           | LUV                                               |
| 19th | 2016年6月22日  | Limit                                                                  | 12cmCD                                            | UPCH-5877       | 14位           | LUV                                               |
| 19th | 2016年6月22日  | Limit                                                                  | 12cmCD                                            | UPCH-7148       | 14位           | LUV                                               |
| 20th | 2019年5月29日  | 宇宙の詩 〜Higher and Higher〜/悲壮美                                  | 12cmCD                                            | UPCH-7493       | 7位            | CROSS                                             |
| 20th | 2019年5月29日  | 宇宙の詩 〜Higher and Higher〜/悲壮美                                  | 12cmCD                                            | UPCH-7494       | 7位            | CROSS                                             |
| 20th | 2019年5月29日  | 宇宙の詩 〜Higher and Higher〜/悲壮美                                  | 12cmCD                                            | UPCH-5961       | 7位            | CROSS                                             |
| 20th | 2019年5月29日  | 宇宙の詩 〜Higher and Higher〜/悲壮美                                  | 12cmCD+DVD+Tシャツ                                | D2CJ-6282       | 7位            | CROSS                                             |
| 20th | 2019年5月29日  | 宇宙の詩 〜Higher and Higher〜/悲壮美                                  | 12cmCD+Tシャツ                                    | D2CJ-6283       | 7位            | CROSS                                             |
| 21st | 2020年4月29日  | THE BEYOND GUNPLA 40th EDITION THE BEYOND X MS-06 ZAKU II Ver.LUNA SEA | 12cmCD+「LUNA SEA専用ザクII」オリジナル・ガンプラ | UPCH-7560       | 1位            | CROSS                                             |

#### 配信限定シングル
| 発売日                      | タイトル                                   | 初収録アルバム                                    |
| --------------------------- | ------------------------------------------ | ------------------------------------------------- |
| 2011年4月9日                | PROMISE                                    | LUNA SEA 25th Anniversary Ultimate Best -THE ONE- |
| 2017年12月6日               | Hold You Down                              | LUV                                               |
| 2019年9月6日                | BEYOND THE TIME 〜メビウスの宇宙を越えて〜 | CROSS                                             |
| 2020年4月15日 2020年4月28日 | Make a vow                                 |                                                   |
| 2023年10月4日               | LOVELESS                                   | MOTHER(セルフカバー版)                            |
| 2023年10月4日               | G.                                         | STYLE(セルフカバー版)                             |

#### ライブ会場内限定販売シングル
| 発売           | タイトル    | 規格   | 規格品番  | 備考 |
| -------------- | ----------- | ------ | --------- | --- |
| 2016年12月23日 | HOLY KNIGHT | 12cmCD | SCES-0021 | 2016年12月23日、24日に行われたライブ「The Holy Night -Beyond the Limit-」での会場内限定販売シングル。 SLAVE会員限定での先行配信も行われた。 |

#### 非売品シングル
| 発売   | タイトル              | 規格  | 規格品番  | 備考 |
| ------ | --------------------- | ----- | --------- | --- |
| 1994年 | "ROSIER" LIVE VERSION | 8cmCD | ICD-10029 | アルバム『MOTHER』とシングル「TRUE BLUE」に付属していた応募券送付の懸賞と、雑誌の懸賞でプレゼントされたもの。 このCDでのみ聞くことができるライブ音源が収録されている。 |

### アルバム

#### スタジオ・アルバム
|      | 発売日         | タイトル | 規格                                   | 規格品番    | オリコン最高位 |
| ---- | -------------- | -------- | -------------------------------------- | ----------- | -------------- |
| 1st  | 1991年4月21日  | LUNA SEA | CD                                     | EXC-005     | 6位            |
| 1st  | 2000年9月13日  | LUNA SEA | CD                                     | XXC-1005    | 6位            |
| 1st  | 2007年12月5日  | LUNA SEA | CD+DVD                                 | UPCH-20055  | 6位            |
| 2nd  | 1992年5月21日  | IMAGE    | CD                                     | MVCD-2      | 9位            |
| 2nd  | 2007年1月24日  | IMAGE    | CD                                     | UPCY-6286   | 9位            |
| 2nd  | 2007年12月5日  | IMAGE    | CD+DVD                                 | UPCH-20056  | 9位            |
| 2nd  | 2019年5月29日  | IMAGE    | LPレコード                             | UPJH-9064/5 | 9位            |
| 3rd  | 1993年4月21日  | EDEN     | CD                                     | MVCD-6      | 5位            |
| 3rd  | 2007年1月24日  | EDEN     | CD                                     | UPCY-6287   | 5位            |
| 3rd  | 2007年12月5日  | EDEN     | CD+DVD                                 | UPCH-20057  | 5位            |
| 3rd  | 2019年5月29日  | EDEN     | LPレコード                             | UPJH-9066/7 | 5位            |
| 4th  | 1994年10月26日 | MOTHER   | CD                                     | MVCD-15     | 2位            |
| 4th  | 2007年1月24日  | MOTHER   | CD                                     | UPCY-6288   | 2位            |
| 4th  | 2007年12月5日  | MOTHER   | CD+DVD                                 | UPCH-20058  | 2位            |
| 4th  | 2019年5月29日  | MOTHER   | LPレコード                             | UPJH-9068/9 | 2位            |
| 5th  | 1996年4月22日  | STYLE    | CD                                     | MVCD-34     | 1位            |
| 5th  | 2007年1月24日  | STYLE    | CD                                     | UPCY-6289   | 1位            |
| 5th  | 2007年12月5日  | STYLE    | CD+DVD                                 | UPCH-20059  | 1位            |
| 5th  | 2019年5月29日  | STYLE    | LPレコード                             | UPJH-9070/1 | 1位            |
| 6th  | 1998年7月23日  | SHINE    | CD                                     | MVCH-29022  | 1位            |
| 6th  | 2007年1月24日  | SHINE    | CD                                     | UPCY-6290   | 1位            |
| 6th  | 2007年12月5日  | SHINE    | CD+DVD                                 | UPCH-20060  | 1位            |
| 6th  | 2019年5月29日  | SHINE    | LPレコード                             | UPJH-9072/3 | 1位            |
| 7th  | 2000年7月12日  | LUNACY   | CD                                     | MVCH-29047  | 3位            |
| 7th  | 2007年1月24日  | LUNACY   | CD                                     | UPCY-6291   | 3位            |
| 7th  | 2007年12月5日  | LUNACY   | CD+DVD                                 | UPCH-20061  | 3位            |
| 7th  | 2019年5月29日  | LUNACY   | LPレコード                             | UPJH-9074/5 | 3位            |
| 8th  | 2013年12月11日 | A WILL   | SHM-CD+Blu-ray                         | UPCH-9905   | 3位            |
| 8th  | 2013年12月11日 | A WILL   | CD+DVD                                 | UPCH-9906   | 3位            |
| 8th  | 2013年12月11日 | A WILL   | CD                                     | UPCH-1953   | 3位            |
| 8th  | 2013年12月11日 | A WILL   | アナログ盤サイズSPECIAL PACKAGE CD+DVD | PDCJ-1064   | 3位            |
| 8th  | 2019年5月29日  | A WILL   | LPレコード                             | UPJH-9076/7 | 3位            |
| 9th  | 2017年12月20日 | LUV      | 2CD+Blu-ray+PHOTO BOOK+GOODS（FC限定） | PDCJ-1100   | 4位            |
| 9th  | 2017年12月20日 | LUV      | 2CD+DVD+PHOTO BOOK+GOODS（FC限定）     | PDCJ-1101   | 4位            |
| 9th  | 2017年12月20日 | LUV      | 2CD（ライブ会場限定）                  | PROJ-1017/8 | 4位            |
| 9th  | 2017年12月20日 | LUV      | CD+DVD                                 | UPCH-7373   | 4位            |
| 9th  | 2017年12月20日 | LUV      | CD                                     | UPCH-2144   | 4位            |
| 9th  | 2019年5月29日  | LUV      | LPレコード                             | UPJH-9078/9 | 4位            |
| 10th | 2019年12月18日 | CROSS    | 2CD+2Blu-ray+GOODS（FC限定）           | PDCJ-1121   | 3位            |
| 10th | 2019年12月18日 | CROSS    | 2CD+2DVD+GOODS（FC限定）               | PDCJ-1122   | 3位            |
| 10th | 2019年12月18日 | CROSS    | 2CD+Blu-ray+GOODS（FC限定）            | PDCJ-1123   | 3位            |
| 10th | 2019年12月18日 | CROSS    | 2CD+DVD+GOODS（FC限定）                | PDCJ-1124   | 3位            |
| 10th | 2019年12月18日 | CROSS    | 2CD（ライブ会場限定）                  | PROJ-1915   | 3位            |
| 10th | 2019年12月18日 | CROSS    | CD+DVD                                 | UPCH-7546   | 3位            |
| 10th | 2019年12月18日 | CROSS    | 2CD+DVD                                | UPCH-7547   | 3位            |
| 10th | 2019年12月18日 | CROSS    | CD                                     | UPCH-2199   | 3位            |

※2019年5月29日発売のLP版は、LUNA SEA 結成30周年を記念して、オリジナル・アルバム全8作品を一挙アナログレコード化したもの。【全タイトル重量盤2枚組仕様】

#### セルフカバー・アルバム
| 発売日         | タイトル | 規格                                              | 規格品番        | オリコン最高位 |
| -------------- | -------- | ------------------------------------------------- | --------------- | -------------- |
| 2011年3月16日  | LUNA SEA | CD+カセットテープ                                 | YICQ-10048/B    | 6位            |
| 2011年3月16日  | LUNA SEA | CD+DVD                                            | YICQ-10049/B    | 6位            |
| 2011年3月16日  | LUNA SEA | CD                                                | YICQ-10050      | 6位            |
| 2023年11月29日 | MOTHER   | CD+DVD(初回限定盤A)                               | AVCD-63513/B    | 4位            |
| 2023年11月29日 | MOTHER   | CD+Blu-ray(初回限定盤B)                           | AVCD-63154/B    | 4位            |
| 2023年11月29日 | MOTHER   | CD(通常盤)                                        | AVCD-63515      | 4位            |
| 2023年11月29日 | MOTHER   | 2CD+DVD+GOODS+BOOK(SLAVE限定盤 PREMIUM BOX A)     | AVZ1-63516〜7/B | 4位            |
| 2023年11月29日 | MOTHER   | 2CD+Blu-ray+GOODS+BOOK(SLAVE限定盤 PREMIUM BOX B) | AVZ1-63158〜9/B | 4位            |
| 2023年11月29日 | STYLE    | CD+DVD(初回限定盤A)                               | AVCD-63520/B    | 6位            |
| 2023年11月29日 | STYLE    | CD+Blu-ray(初回限定盤B)                           | AVCD-63521/B    | 6位            |
| 2023年11月29日 | STYLE    | CD(通常盤)                                        | AVCD-63522      | 6位            |
| 2023年11月29日 | STYLE    | 2CD+DVD+GOODS+BOOK(SLAVE限定盤 PREMIUM BOX A)     | AVZ1-63523〜4/B | 6位            |
| 2023年11月29日 | STYLE    | 2CD+Blu-ray+GOODS+BOOK(SLAVE限定盤 PREMIUM BOX B) | AVZ1-63525〜6/B | 6位            |

#### ベスト・アルバム
| 発売日         | タイトル                                          | 規格   | 規格品番     | オリコン最高位 |
| -------------- | ------------------------------------------------- | ------ | ------------ | -------------- |
| 1997年12月17日 | SINGLES                                           | 2CD    | MVCH-30003/4 | 1位            |
| 2000年12月23日 | PERIOD 〜THE BEST SELECTION〜                     | CD     | UUCH-1012    | 1位            |
| 2002年3月6日   | another side of SINGLES II                        | CD     | UUCH-1045    | 30位           |
| 2005年3月23日  | SLOW                                              | CD+DVD | UUCH-1394    | 63位           |
| 2008年3月26日  | LUNA SEA COMPLETE BEST                            | 2CD    | POCS-21005/6 | 11位           |
| 2013年3月27日  | LUNA SEA COMPLETE BEST -ASIA LIMITED EDITION-     | 3CD    | POCS-20005/7 | 47位           |
| 2014年5月28日  | LUNA SEA 25th Anniversary Ultimate Best -THE ONE- | 2CD    | UPCH-1982/3  | 17位           |

#### ライブ・アルバム
| 発売日        | タイトル                   | 規格 | 規格品番      | オリコン最高位 |
| ------------- | -------------------------- | ---- | ------------- | -------------- |
| 1999年5月29日 | NEVER SOLD OUT             | 2CD  | MVCH-30007～8 | 5位            |
| 2011年6月1日  | LUNA SEA 3D IN LOS ANGELES | 2CD  | YICQ-10077〜8 | 15位           |
| 2014年5月28日 | NEVER SOLD OUT 2           | 2CD  | UPCH-1980/1   | 14位           |

#### オムニバス・アルバム
| 発売日            | タイトル             | 収録曲      | 規格 | 規格品番   |
| ----------------- | -------------------- | ----------- | ---- | ---------- |
| 1991年3月10日配布 | Nuclear Fusion Tour  | PRECIOUS... | CD   | EXS-02     |
| 1999年5月1日      | hide TRIBUTE SPIRITS | SCANNER     | CD   | PCCM-00002 |

#### サウンドトラック
| 発売日        | タイトル                                                        | 収録曲 | 規格        | 規格品番      | 備考 |
| ------------- | --------------------------------------------------------------- | --- | ----------- | ------------- | --- |
| 1998年9月9日  | ムーラン オリジナル・サウンドトラック                           | Breathe Special Version | CD          | PCCD-00241    | ストリングスが追加されたヴァージョン。 |
| 2000年1月19日 | 007 ワールド・イズ・ノット・イナフ オリジナル・サウンドトラック | Sweetest Coma Again | CD          | MVCE-24204    | アルバム『LUNACY』とは異なり、DJ KRUSHのスクラッチが無い別ヴァージョン。 |
| 2000年4月28日 | アナザヘヴン・コンプレックス-VARIOUS                            | My Lover gravity | CD          | MVCH-30012    | |
| 2000年4月28日 | アナザヘヴン・コンプレックス-ll オリジナル・サウンドトラック    | gravity on the edge of the world | CD          | MVCH-24005    | インストゥルメンタルヴァージョン。レコーディングにRYUICHIとSUGIZOが参加。 |
| 2020年7月3日  | 機動戦士ガンダム 40th Anniversary Album ～BEYOND～              | 宇宙の詩 ～Higher and Higher～ めぐりあい／SUGIZO feat. GLIM SPANKY 悲壮美 水の星へ愛をこめて／SUGIZO feat. コムアイ（水曜日のカンパネラ） BEYOND THE TIME ～メビウスの宇宙を越えて～ A Red Ray／SUGIZO feat. miwa 光の涯／SUGIZO feat. アイナ・ジ・エンド（BiSH） EGO〈SODv〉／澤野弘之 feat. mizuki&SUGIZO ビギニング／SUGIZO THE BEYOND | 2CD+Blu-ray | SRML-1008～10 | TVアニメ『機動戦士ガンダム THE ORIGIN 前夜 赤い彗星』で LUNA SEAが担当したオープニング主題歌3曲、 ＜機動戦士ガンダム40周年プロジェクト＞のテーマソング「THE BEYOND」、 SUGIZOプロデュースによるエンディングテーマの4曲他を収録 |
| 2020年7月3日  | 機動戦士ガンダム 40th Anniversary Album ～BEYOND～              | 宇宙の詩 ～Higher and Higher～ めぐりあい／SUGIZO feat. GLIM SPANKY 悲壮美 水の星へ愛をこめて／SUGIZO feat. コムアイ（水曜日のカンパネラ） BEYOND THE TIME ～メビウスの宇宙を越えて～ A Red Ray／SUGIZO feat. miwa 光の涯／SUGIZO feat. アイナ・ジ・エンド（BiSH） EGO〈SODv〉／澤野弘之 feat. mizuki&SUGIZO ビギニング／SUGIZO THE BEYOND | CD+Blu-ray  | SRML-1011～2  | TVアニメ『機動戦士ガンダム THE ORIGIN 前夜 赤い彗星』で LUNA SEAが担当したオープニング主題歌3曲、 ＜機動戦士ガンダム40周年プロジェクト＞のテーマソング「THE BEYOND」、 SUGIZOプロデュースによるエンディングテーマの4曲他を収録 |
| 2020年7月3日  | 機動戦士ガンダム 40th Anniversary Album ～BEYOND～              | 宇宙の詩 ～Higher and Higher～ めぐりあい／SUGIZO feat. GLIM SPANKY 悲壮美 水の星へ愛をこめて／SUGIZO feat. コムアイ（水曜日のカンパネラ） BEYOND THE TIME ～メビウスの宇宙を越えて～ A Red Ray／SUGIZO feat. miwa 光の涯／SUGIZO feat. アイナ・ジ・エンド（BiSH） EGO〈SODv〉／澤野弘之 feat. mizuki&SUGIZO ビギニング／SUGIZO THE BEYOND | CD          | SRML-1013     | TVアニメ『機動戦士ガンダム THE ORIGIN 前夜 赤い彗星』で LUNA SEAが担当したオープニング主題歌3曲、 ＜機動戦士ガンダム40周年プロジェクト＞のテーマソング「THE BEYOND」、 SUGIZOプロデュースによるエンディングテーマの4曲他を収録 |

#### インストゥルメンタル・アルバム
LUNA SEAの楽曲がインストバージョンで収録。LUNA SEAメンバーの演奏ではない。
| 発売日         | タイトル                               | 規格 | 規格品番   |
| -------------- | -------------------------------------- | ---- | ---------- |
| 1994年6月22日  | SYMPHONIC LUNA SEA                     | CD   | VICL-542   |
| 1995年9月21日  | SYMPHONIC LUNA SEA II                  | CD   | VICL-699   |
| 2001年12月19日 | LUNA SEA PIANO SOLO INSTRUMENTS 1      | CD   | UUCH-1031  |
| 2001年12月19日 | LUNA SEA PIANO SOLO INSTRUMENTS 2      | CD   | UUCH-1032  |
| 2001年12月19日 | LUNA SEA PIANO SOLO INSTRUMENTS 3      | CD   | UUCH-1033  |
| 2001年12月19日 | LUNA SEA PIANO SOLO INSTRUMENTS 4      | CD   | UUCH-1034  |
| 2001年12月19日 | LUNA SEA GUITAR SOLO INSTRUMENTALS 1   | CD   | UUCH-1035  |
| 2001年12月19日 | LUNA SEA GUITAR SOLO INSTRUMENTALS 2   | CD   | UUCH-1036  |
| 2014年11月26日 | SYMPHONIC LUNA SEA -REBOOT-            | CD   | COCQ-85239 |
| 2016年8月31日  | Piano Anthology 〜melody of LUNA SEA〜 | CD   | JBCZ-9029  |

#### トリビュート・アルバム
| 発売日         | タイトル                                 | 規格 | 規格品番   | 備考                                                                                             |
| -------------- | ---------------------------------------- | ---- | ---------- | ------------------------------------------------------------------------------------------------ |
| 2007年12月19日 | LUNA SEA MEMORIAL COVER ALBUM -Re:birth- | CD   | AVCD-23430 | LUNA SEAのメジャー・デビュー15周年を記念して、12組のアーティストにより製作されたカバーアルバム。 |

### 映像作品
|                           | 発売日                             | タイトル | 規格                        | 規格品番       |
| ------------------------- | ---------------------------------- | --- | --------------------------- | -------------- |
| ライブビデオ              | 1992年7月22日                      | IMAGE or REAL | VHS                         | MVVD-2         |
| ライブビデオ              | 1992年7月22日                      | IMAGE or REAL | LD                          | MVLD-2         |
| ライブビデオ              | 2002年5月29日                      | IMAGE or REAL | DVD                         | UUBH-1023      |
| ライブビデオ              | 1993年12月16日                     | Sin After Sin | VHS                         | MVVD-3         |
| ライブビデオ              | 1993年12月16日                     | Sin After Sin | LD                          | MVLD-3         |
| ライブビデオ              | 2002年5月29日                      | Sin After Sin | DVD                         | UUBH-1024      |
| PV集                      | 1995年5月24日                      | ECLIPSE I | VHS                         | MVVD-8         |
| PV集                      | 1995年5月24日                      | ECLIPSE I | LD                          | MVLD-8         |
| ライブビデオ              | 1996年7月15日                      | LUNATIC TOKYO 1995.12.23 TOKYO DOME | VHS                         | MVVD-12        |
| ライブビデオ              | 1996年7月15日                      | LUNATIC TOKYO 1995.12.23 TOKYO DOME | LD                          | MVLD-12〜13    |
| ライブビデオ              | 2002年5月29日                      | LUNATIC TOKYO 1995.12.23 TOKYO DOME | DVD                         | UUBH-1025      |
| ライブビデオ              | 1997年5月21日                      | REW | VHS                         | MVVH-1         |
| ライブビデオ              | 1997年5月21日                      | REW | LD                          | MVLH-1         |
| ライブビデオ              | 2002年5月29日                      | REW | DVD                         | UUBH-1026      |
| ライブビデオ              | 1999年9月29日（10万本限定）        | CAPACITY∞LIVE! | VHS                         | MVVH-12        |
| ドキュメントビデオ        | 1999年9月29日（10万本限定）        | CAPACITY∞DOCUMENT! | VHS                         | MVVH-13        |
| ライブビデオ              | 2000年8月（FC限定販売）            | SLAVE限定GIG 2000 | VHS                         | S-19           |
| ライブビデオ              | 2000年8月（FC限定販売）            | SLAVE限定GIG 2000 | DVD                         | SCED-16        |
| ライブビデオ              | 2001年5月29日                      | THE FINAL ACT TOKYO DOME | 4VHS（FC限定販売）          |                |
| ライブビデオ              | 2001年5月29日                      | THE FINAL ACT TOKYO DOME | 2DVD                        | UUBH-1010      |
| PV集                      | 2001年11月28日                     | ECLIPSE II | VHS                         | UUVH-1016      |
| PV集                      | 2001年11月28日                     | ECLIPSE I+II | DVD                         | UUBH-1018      |
| ライブビデオ              | 2002年12月23日（FC先行販売）       | LUNA SEA 1998 REVIVE 真夏の野外 | VHS DVD                     | SCED-2 SCEV-1  |
| ライブビデオ              | 2003年1月（Loppi期間限定予約販売） | LUNA SEA 1998 REVIVE 真夏の野外 | VHS DVD                     | SCED-2 SCEV-1  |
| ライブビデオ              | 2003年5月29日                      | LUNA SEA 1998 REVIVE 真夏の野外 | VHS DVD                     | SCED-2 SCEV-1  |
| ライブビデオ              | 2008年1月16日                      | 真冬の野外 | DVD                         | UPBH-20010     |
| ライブビデオ              | 2008年1月16日                      | 真夏の野外 | DVD                         | UPBH-20011     |
| ライブビデオ              | 2008年3月26日                      | LUNA SEA GOD BLESS YOU〜One Night Déjàvu〜 2007.12.24 TOKYO DOME                                                                       | 2DVD                        | AVBD-91520〜1  |
| ライブビデオ              | 2008年12月24日                     | LUNA SEA GOD BLESS YOU〜One Night Déjàvu〜 2007.12.24 TOKYO DOME                                                                       | Blu-ray                     | AVXD-91603     |
| ライブ&ドキュメントビデオ | 2010年5月30日                      | LUNA SEA 10TH ANNIVERSARY GIG NEVER SOLD OUT CAPACITY∞                                                                                 | 2DVD                        | UPBH-20051/2   |
| ライブビデオ              | 2010年5月30日                      | 真冬の野外&真夏の野外 | 2DVD                        | UPBH-29025/6   |
| ライブビデオ              | 2010年12月15日                     | LUNA SEA FIRST ASIAN TOUR 1999 in HONG KONG                                                                                            | DVD                         | POBD-21004     |
| ライブビデオ              | 2010年12月15日                     | LUNA SEA CONCERT TOUR 2000 BRAND NEW CHAOS ACT II in Taipei                                                                            | DVD                         | POBD-21005     |
| ドキュメントビデオ        | 2011年4月13日                      | LUNA SEA A DOCUMENTARY FILM OF 20th ANNIVERSARY WORLD TOUR REBOOT -to the New Moon-                                                    | DVD                         | YIBQ-10052     |
| ライブビデオ              | 2011年4月13日                      | LUNA SEA 20th ANNIVERSARY WORLD TOUR REBOOT -to the New Moon- 24th December, 2010 at TOKYO DOME                                        | 2DVD                        | YIBQ-10053〜54 |
| ライブビデオ              | 2011年4月13日                      | LUNA SEA 20th ANNIVERSARY WORLD TOUR REBOOT -to the New Moon- 24th December, 2010 at TOKYO DOME                                        | Blu-ray                     | YIXQ-10055     |
| ライブビデオ              | 2011年4月13日                      | LUNACY 黒服限定GIG 〜the Holy Night〜                                                                                                  | 2DVD                        | YIBQ-10056〜57 |
| ライブビデオ              | 2011年4月13日                      | LUNACY 黒服限定GIG 〜the Holy Night〜                                                                                                  | Blu-ray                     | YIXQ-10058     |
| ドキュメントビデオ        | 2011年10月19日                     | NHK-DVD 一夜限りの復活ライブ LUNA SEA沈黙の7年を超えて                                                                                 | DVD                         | XNBG-30001     |
| ドキュメントビデオ        | 2012年6月20日                      | NHK-DVD 一夜限りの復活ライブ LUNA SEA沈黙の7年を超えて                                                                                 | Blu-ray                     | XNBG-50001     |
| ライブビデオ              | 2012年2月22日                      | LUNA SEA 3D IN LOS ANGELES | DVD                         | YIBQ-10214     |
| ライブビデオ              | 2012年2月22日                      | LUNA SEA 3D IN LOS ANGELES | 2D Blu-ray                  | YIXQ-10216     |
| ライブビデオ              | 2012年2月22日                      | LUNA SEA 3D IN LOS ANGELES | 3D Blu-ray                  | YIXQ-10217     |
| ライブビデオ              | 2012年3月28日                      | LUNA SEA For JAPAN A Promise to The Brave                                                                                              | 2DVD                        | YIBQ-10202〜3  |
| ライブビデオ              | 2012年3月28日                      | LUNA SEA For JAPAN A Promise to The Brave                                                                                              | Blu-ray                     | YIXQ-10204     |
| ライブビデオ              | 2012年12月19日                     | LUNA SEA CONCERT TOUR 2000 BRAND NEW CHAOS 〜20000803 大阪城ホール〜                                                                   | DVD                         | POBD-20054     |
| ライブビデオ              | 2013年3月27日                      | LUNA SEA The End of the Dream -Prologue-                                                                                               | 2DVD                        | YIBQ-10291〜2  |
| ライブビデオ              | 2013年3月27日                      | LUNA SEA The End of the Dream -Prologue-                                                                                               | Blu-ray                     | YIXQ-10257     |
| ライブビデオ              | 2013年3月27日                      | LUNA SEA The End of the Dream ZEPP TOUR 2012 「降臨」                                                                                  | DVD（初回限定盤）           | UPBH-9506      |
| ライブビデオ              | 2013年3月27日                      | LUNA SEA The End of the Dream ZEPP TOUR 2012 「降臨」                                                                                  | DVD                         | UPBH-1335      |
| ライブビデオ              | 2013年4月24日                      | LUNA SEA The End of the Dream ZEPP TOUR 2012 「降臨」                                                                                  | Blu-ray                     | UPXH-1013      |
| ライブビデオ              | 2013年5月29日                      | LUNA SEA LIVE TOUR 2012-2013 The End of the Dream at 日本武道館                                                                        | 2DVD（初回限定盤）          | UPBH-9509      |
| ライブビデオ              | 2013年5月29日                      | LUNA SEA LIVE TOUR 2012-2013 The End of the Dream at 日本武道館                                                                        | 2DVD                        | UPBH-1336      |
| ライブビデオ              | 2013年6月26日                      | LUNA SEA LIVE TOUR 2012-2013 The End of the Dream at 日本武道館                                                                        | Blu-ray                     | UPXH-1014      |
| ライブビデオ              | 2014年5月2日（FC限定販売）         | SLAVE限定GIG 2013 両国国技館 2013.2.17                                                                                                 | DVD                         | SCED-0029      |
| ライブビデオ              | 2015年6月24日                      | Live on A WILL | DVD+CD（初回限定盤）        | UPBH-9527      |
| ライブビデオ              | 2015年6月24日                      | Live on A WILL | DVD                         | UPBH-1386      |
| ライブビデオ              | 2015年7月22日                      | Live on A WILL | Blu-ray                     | UPXH-1021      |
| ライブビデオ              | 2019年2月27日（FC限定販売）        | LUNA SEA The Anniversary 2018 The LUV -World left behind- FINAL 5.29 日本武道館                                                        | DVD                         | PDBJ-1013      |
| ライブビデオ              | 2019年2月27日（FC限定販売）        | LUNA SEA The Anniversary 2018 The LUV -World left behind- FINAL 5.29 日本武道館                                                        | Blu-ray                     | PDXJ-1006      |
| ライブビデオ              | 2020年12月23日（FC限定販売）       | LUNA SEA LUNATIC X’MAS 2018 -Introduction to the 30th Anniversary- 12.22 IMAGE or REAL 12.23 SEARCH FOR MY EDEN at SAITAMA SUPER ARENA | 2DVD                        | SCED0033〜4    |
| ライブビデオ              | 2020年12月23日（FC限定販売）       | LUNA SEA LUNATIC X’MAS 2018 -Introduction to the 30th Anniversary- 12.22 IMAGE or REAL 12.23 SEARCH FOR MY EDEN at SAITAMA SUPER ARENA | 2Blu-ray                    | SCEB0001〜2    |
| ライブビデオ              | 2022年1月8日（会場限定販売）       | RELOAD 2021.3.28 SAITAMA SUPER ARENA                                                                                                   | Blu-ray                     | PROJ-4901      |
| ライブビデオ              | 2023年3月14日                      | 復活祭 -A NEW VOICE- 日本武道館 2022.8.26 Day1 [Silky Voice] 復活祭 -A NEW VOICE- 日本武道館 2022.8.27 Day2 [Naked Voice]              | 2Blu-ray                    | D2XJ-1014      |
| ライブビデオ              | 2023年3月14日                      | 復活祭 -A NEW VOICE- 日本武道館 2022.8.26 Day1 [Silky Voice] 復活祭 -A NEW VOICE- 日本武道館 2022.8.27 Day2 [Naked Voice]              | 2Blu-ray+4CD（FC限定販売）  | PROJ-4902      |
| ライブビデオ              | 2023年3月14日                      | 復活祭 -A NEW VOICE- 日本武道館 2022.8.26 Day1 [Silky Voice]                                                                           | Blu-ray                     | UPXH-1083      |
| ライブビデオ              | 2023年3月14日                      | 復活祭 -A NEW VOICE- 日本武道館 2022.8.27 Day2 [Naked Voice]                                                                           | Blu-ray                     | UPXH-1084      |
| ライブビデオ              | 2025年2月26日                      | DUAL ARENA TOUR 2023 MOTHER OF LOVE, MOTHER OF HATE UN ENDING STYLE                                                                    | 2Blu-ray                    | AVXD-27809～10 |
| ライブビデオ              | 2025年2月26日                      | DUAL ARENA TOUR 2023 MOTHER OF LOVE, MOTHER OF HATE UN ENDING STYLE                                                                    | 2Blu-ray+BOOK（FC限定販売） | AVX1-27813～4  |
| ライブビデオ              | 2025年2月26日                      | DUAL ARENA TOUR 2023 MOTHER OF LOVE, MOTHER OF HATE                                                                                    | Blu-ray                     | AVXD-27811     |
| ライブビデオ              | 2025年2月26日                      | DUAL ARENA TOUR 2023 UN ENDING STYLE                                                                                                   | Blu-ray                     | AVXD-27812     |
| ライブビデオ              | 2025年3月12日                      | 35th ANNIVERSARY TOUR 2024 ERA TO ERA IMAGE or REAL SEARCH FOR MY EDEN                                                                 | 2Blu-ray                    | AVXD-27815～6  |
| ライブビデオ              | 2025年3月12日                      | 35th ANNIVERSARY TOUR 2024 ERA TO ERA IMAGE or REAL SEARCH FOR MY EDEN                                                                 | 2Blu-ray+BOOK（FC限定販売） | AVX1-27819～20 |
| ライブビデオ              | 2025年3月12日                      | 35th ANNIVERSARY TOUR 2024 ERA TO ERA IMAGE or REAL                                                                                    | Blu-ray                     | AVXD-27817     |
| ライブビデオ              | 2025年3月12日                      | 35th ANNIVERSARY TOUR 2024 ERA TO ERA SEARCH FOR MY EDEN                                                                               | Blu-ray                     | AVXD-27818     |
| ライブビデオ              | 2025年3月26日                      | 35th ANNIVERSARY TOUR 2024 ERA TO ERA SHINING BRIGHTLY BRAND NEW CHAOS                                                                 | 2Blu-ray                    | AVXD-27821～2  |
| ライブビデオ              | 2025年3月26日                      | 35th ANNIVERSARY TOUR 2024 ERA TO ERA SHINING BRIGHTLY BRAND NEW CHAOS                                                                 | 2Blu-ray+BOOK（FC限定販売） | AVX1-27825～6  |
| ライブビデオ              | 2025年3月26日                      | 35th ANNIVERSARY TOUR 2024 ERA TO ERA SHINING BRIGHTLY                                                                                 | Blu-ray                     | AVXD-27823     |
| ライブビデオ              | 2025年3月26日                      | 35th ANNIVERSARY TOUR 2024 ERA TO ERA BRAND NEW CHAOS                                                                                  | Blu-ray                     | AVXD-27824     |

### ボックス
| 発売日                             | タイトル                                                             | 規格     | 規格品番  | 備考 |
| ---------------------------------- | -------------------------------------------------------------------- | -------- | --------- | --- |
| 2003年12月23日（完全予約生産限定） | COMPLETE SINGLE BOX                                                  | 14CD+DVD | UPCH-9126 | ・定価12,00円（税抜） ・終幕から3年後に発売された。8cmシングルは全てマキシシングルに変更され、まとめて収納できるようになっている。 ・8cmシングルのジャケットがマキシシングルサイズに引き伸ばされていたり、拡大されていたりするものもあれば、何もされていないものもあり、「gravity」は通常版のジャケットが使われている。 ・DVDには歴代アーティスト写真とTV SPOT (CM)が収録されている。 |
| 2004年5月29日（完全予約生産限定）  | COMPLETE ALBUM BOX                                                   | 7CD+DVD  | UPCH-9145 | ・定価18,000円（税抜） ・「2004年5月29日に結成15周年を迎えるLUNA SEAのスペシャル・アルバム・ボックス。」という名目で、バンド名のプレート付メタルアタッシュケースの中にウレタンが入れられており、ディスク8枚とバンド名ピンバッジが収納されている。ウレタンは外せるようになっており、 外して使用することも可能。・『LUNA SEA』, 『IMAGE』, 『EDEN』, 『MOTHER』, 『STYLE』, 『SHINE』, 『LUNACY』のオリジナル・アルバム7枚と、未発表PVのDVD付き。 ・DVDの内容は、LOVE SONG (History Version)とSweetest Coma Again (Live from START UP GIG 2000). ・CDは全てジャケットの写真を印刷したピクチャーディスク仕様になっている。 |
| 2014年5月28日                      | LUNA SEA 25th Anniversary 「Ultimate Best THE ONE+NEVER SOLD OUT 2」 | 4CD      | UPCH-9944 | |

### デモテープ
全て「LUNACY」名義で発表
| 発売日                | タイトル | 収録曲                                       |
| --------------------- | -------- | -------------------------------------------- |
| 1989年8月24日         | LUNACY   | 1. KILL ME 2. SEXUAL PERVERSION 3. NIGHTMARE |
| 1989年11月25日        | SHADE    | 1. SHADE 2. SEARCH FOR REASON 3. SUSPICIOUS  |
| 1990年6月10日（配布） | Lastly   | 1. Lastly                                    |

### 書籍・写真集
| 発売日         | タイトル | 出版社                     |
| -------------- | --- | -------------------------- |
| 1993年4月15日  | BLACK BOX | フールズメイト             |
| 1995年2月22日  | ZOE（ゾイ） 上巻（撮影：野波浩） | 音楽専科社                 |
| 1995年4月20日  | ZOE（ゾイ） 下巻（撮影：野波浩） | 音楽専科社                 |
| 1996年1月4日   | ツアードキュメント写真集 Days（撮影：辻砂織）                                                                                           | シンコーミュージック       |
| 1997年2月14日  | SHOXX FiLE LUNA SEA 1990〜1996 | 音楽専科社                 |
| 1997年4月25日  | 月蝕―LUNA SEA 1996 DOCUMENT（著：神康幸）                                                                                               | ソニーマガジンズ           |
| 1999年1月10日  | END OF PERIOD（構成：神康幸） | 幻冬舎                     |
| 1999年9月18日  | 1999 LUNA SEA THE UNCONVENTIONAL（撮影：有賀幹夫、荒木経惟、ほか） ザッピィスペシャルエディション・LUNA SEAオフィシャルドキュメントBOOK | メディアファクトリー       |
| 1999年11月29日 | SUGIZO & INORAN [LUNA SEA] Complete Guitar Book                                                                                         | シンコーミュージック       |
| 2001年3月7日   | 混沌の果て―the last 90days of lunacy（著：増田勇一）                                                                                    | メディアファクトリー       |
| 2001年3月28日  | 月蝕2―LUNA SEA 2000 THE FINAL ACT（著：神康幸）                                                                                         | ソニーマガジンズ           |
| 2001年3月      | SHOXX FiLE LUNA SEA 2 1997〜2000 | 音楽専科社                 |
| 2001年3月      | LUNA SEA COMPLETE FILE「The Eclipse」                                                                                                   | ソニーマガジンズ           |
| 2001年4月      | 限定BOX写真集 WISH（撮影：有賀幹夫、MASA、辻砂織、ほか）                                                                                | フールズメイト             |
| 2001年4月      | Days of LUNA SEA | シンコーミュージック       |
| 2001年6月10日  | 地球音楽ライブラリー LUNA SEA | TOKYO FM出版               |
| 2008年2月25日  | A HOLY DAY―LUNA SEA GOD BLESS YOU〜One Night Déjàvu〜 復活ライブドキュメンタリー写真集（撮影：有賀幹夫ほか）                            | 角川SSコミュニケーションズ |
| 2011年4月2日   | LUNACY黒服限定GIG〜the Holy Night〜 LUNA SEA 20th ANNIVERSARY WORLD TOUR REBOOT公式写真集（撮影：有賀幹夫、宮脇進、山内洋枝）           | 光文社                     |
| 2015年5月28日  | STARE DOCUMENTARY of LUNA SEA 25th ANNIVERSARY LIVE TOUR THE LUNATIC -A Liberated Will-（撮影：平野タカシ）                             | ファミマ・ドット・コム     |
| 2015年11月24日 | LUNATIC FEST. OFFICIAL DOCUMENT BOOK | リットーミュージック       |

### バンドスコア
ドレミ楽譜出版社のものは、「LUNA SEA」「SINGLES」以外絶版。
| 発売日     | タイトル                                           | 出版社                     |
| ---------- | -------------------------------------------------- | -------------------------- |
| 1994年12月 | バンドスコア LUNA SEA / MOTHER                     | ドレミ楽譜出版社           |
| 1995年3月  | バンドスコア LUNA SEA / EDEN                       | ドレミ楽譜出版社           |
| 1995年5月  | バンドスコア LUNA SEA / IMAGE                      | ドレミ楽譜出版社           |
| 1995年7月  | バンドスコア LUNA SEA / LUNA SEA                   | ドレミ楽譜出版社           |
| 1996年7月  | バンドスコア LUNA SEA / STYLE                      | ドレミ楽譜出版社           |
| 1998年1月  | バンドスコア LUNA SEA / SINGLES                    | ドレミ楽譜出版社           |
| 1998年9月  | バンドスコア LUNA SEA / SHINE                      | ドレミ楽譜出版社           |
| 1999年9月  | バンドスコア LUNA SEA / NEVER SOLD OUT 1           | ドレミ楽譜出版社           |
| 1999年9月  | バンドスコア LUNA SEA / NEVER SOLD OUT 2           | ドレミ楽譜出版社           |
| 2000年10月 | バンドスコア LUNA SEA / LUNACY                     | ドレミ楽譜出版社           |
| 2000年12月 | バンドスコア LUNA SEA / LOVE SONG                  | ドレミ楽譜出版社           |
| 2001年2月  | バンドスコア LUNA SEA / PERIOD                     | ドレミ楽譜出版社           |
| 2002年7月  | バンドスコア LUNA SEA / another side of SINGLES II | ドレミ楽譜出版社           |
| 2011年11月 | バンドスコア LUNA SEA / LUNA SEA                   | ヤマハミュージックメディア |
| 2014年6月  | バンドスコア LUNA SEA / THE ONE -crash to create-  | ヤマハミュージックメディア |
| 2014年6月  | バンドスコア LUNA SEA / A WILL                     | ヤマハミュージックメディア |
| 2018年12月 | バンドスコア LUNA SEA / LUV                        | リットーミュージック       |

### 未音源化曲
- DREAM IS OVER
- PERIOD
- JUNK（長らく「もう死んだ振りさせない」というタイトルと誤解されていたが、「RYUのMCでただ『もう死んだ振りさせない』っつって曲がただ始まっただけ、だからそういう（タイトルの）曲はLUNA SEAにはありません」とSUGIZOが否定した[10]。「黒服限定GIG 2022 LUNACY」初日公演において30年以上ぶりに披露された際も各種ニュース・ライブレポートにはJUNKと記載されている[65][66]。）
- 第三の言葉（「PRECIOUS...」の原曲）
- Feeling（「VAMPIRE'S TALK」の原曲）
- CONCLUSION（「A.I.」の原曲）
- A.I.（「BELIEVE」の原曲）
- WALTZ（「Providence」の原曲）
- 限りなく透明に近いブルー（「BLUE TRANSPARENCY」の原曲）
- SINFUL SONG（「IN MIND」の原曲）
- Shiver

## タイアップ
| タイトル曲                                 | タイアップ |
| ------------------------------------------ | --- |
| G.                                         | ル・マン24時間レーステーマソング |
| IN SILENCE                                 | 米国CBSドラマ『シカゴ・ホープ』 第1シーズン日本語版（テレビ朝日系）エンディングテーマ                                                    |
| Time Has Come                              | 日本ビクターMD CMソング |
| STORM                                      | NHK『ポップジャム』1998年4月度テーマソング                                                                                               |
| SHINE                                      | トヨタ自動車『インテリジェントナビゲーション』CMソング                                                                                   |
| I for You                                  | フジテレビ系ドラマ『神様、もう少しだけ』主題歌                                                                                           |
| Unlikelihood                               | キリンビバレッジ『ジェットライム』CMソング                                                                                               |
| BREATHE                                    | 映画『ムーラン』イメージソング |
| Sweetest Coma Again                        | 映画『007 ワールド・イズ・ノット・イナフ』日本版テーマ曲                                                                                 |
| gravity                                    | 映画『アナザヘヴン』主題歌 テレビ朝日系列の木曜日9時枠『アナザヘヴン〜eclipse〜』主題歌                                                  |
| My Lover                                   | 映画『アナザヘヴン』挿入歌 テレビ朝日系列の木曜日9時枠『アナザヘヴン〜eclipse〜』挿入歌                                                  |
| TONIGHT                                    | WOWOW『EURO2000サッカー欧州選手権』イメージソング （欧州サッカー連盟主催UEFA欧州選手権） PS2専用ソフト『新選組群狼伝』エンディングテーマ |
| Rouge                                      | GOODYEAR『EAGLE LS EXE』CMソング |
| Thoughts                                   | オンラインアクションRPG『マスター オブ カオス』CMソング                                                                                  |
| Lost World                                 | スマートフォンゲーム『スペースファイター』CMソング                                                                                       |
| 乱                                         | テレビ朝日系ドラマ『都市伝説の女』オープニングテーマ                                                                                     |
| Limit                                      | 日本テレビ系テレビアニメ『エンドライド』主題歌                                                                                           |
| THE BEYOND                                 | 機動戦士ガンダム40周年プロジェクト テーマ曲                                                                                              |
| 宇宙の詩〜Higher and Higher〜              | テレビアニメ『機動戦士ガンダム THE ORIGIN 前夜 赤い彗星』第1弾オープニングテーマ                                                         |
| 悲壮美                                     | テレビアニメ『機動戦士ガンダム THE ORIGIN 前夜 赤い彗星』第2弾オープニングテーマ                                                         |
| BEYOND THE TIME 〜メビウスの宇宙を越えて〜 | テレビアニメ『機動戦士ガンダム THE ORIGIN 前夜 赤い彗星』第3弾オープニングテーマ                                                         |
| PHILIA                                     | オンラインゲーム『ETERNAL』主題歌 |

## NHK紅白歌合戦出場歴
| 年度/放送回               | 回 | 曲目      |
| ------------------------- | -- | --------- |
| 1998年（平成10年）/第49回 | 初 | I for You |

## 受賞歴
- 1998年
  - 第18回ザテレビジョンドラマアカデミー賞 主題歌賞（『I for You』､ドラマ『神様、もう少しだけ』主題歌）[69]